# 2025年日本參議院選舉
2025年日本參議院選舉，正式名稱第27屆參議院議員通常選舉（日语：／ Dai nijūnanakai Sangiin giin tsūjō senkyo */?）於2025年（令和7年）7月20日舉行，改選日本參議院248個議席中的半數席次（124席），包括補選6個選區的7個席次。本次選舉為通常選舉，改選對象是2019年7月當選後任期將屆的第25屆參議院議員；同日舉行的尚有數個市町村長及議會選舉、地方議員補選、以及愛知縣豐橋市的公民投票。由於執政的自民黨在去年的眾議院大選失去絕對多數，使得本次選舉被認為是實際上的「政權選擇選舉」。
本次選舉於同日舉行投開票，結果自公執政聯盟總共取得47席，立憲（立民黨）、國民等在野黨總共取得78席；自民、公明2個執政黨席次下跌的同時，國民、參政2個在野黨的席次則大幅提升。本次選舉後的日本參議院，自民黨雖仍以101席續居最大黨地位，但在野黨總席次以126席多於執政黨的122席，至此自公執政聯盟在日本國會兩院均失去絕對多數，象徵自民黨全面進入朝小野大的執政局面。

## 背景

### 上屆參議院選舉結果
2022年日本參議院通常選舉於2022年7月10日舉行，投票率為52.05%，較2019年（48.8%）略為上升。

#### 執政黨
- 自由民主黨（以下簡稱自民黨）獲得63席，是2013年以來的最佳表現，改選席次中獨占一半以上。得票率在比例代表區達到34.4%，在選區則達到38.7%。自民黨不僅在比例代表區維持穩定領先，更在地方區席次方面展現壓倒性優勢。此次表現強勁與前首相安倍晉三遭遇槍擊身亡後所引發的「同情票」與社會震驚氣氛有關。
- 公明黨獲得13席，雖比上屆少1席，但成功守住現有選區與比例席位。比例代表區得票率為11.7%，在選區則為6.8%，略有下降，但在參議院仍穩居第三大黨。作為自民黨長期執政夥伴，公明黨協助執政聯盟穩住過半席次，並共同維持支持修憲的三分之二門檻。

#### 在野黨
- 立憲民主黨（以下簡稱立民黨，比例代表投票時則簡稱民主黨）僅取得17席，與上屆相比減少6席，是自該黨於2020年成立以來的最差選舉表現。比例代表區得票率為12.8%，在選區則為15.3%，名列第三，但在參議院則維持第二大黨。立民黨在多個一人區敗北，反映出選民對其政黨形象與政策方向缺乏信心。
- 日本維新會（以下簡稱維新會）獲得12席，成為此次選舉的大贏家之一。雖然選區議席不多（10.41%，獲得4席），但在比例代表區取得14.8%的高得票率，贏得8席，為政黨創下歷來參議院選舉最佳比例區表現。維新會以改革、經濟成長與減稅政策吸引都市選民，進一步鞏固其「第三勢力」定位。
- 日本共產黨（以下簡稱共產黨）表現不佳，僅取得4席，是1992年以來最差成績。比例代表區和選區的得票率都為6.8%，明顯低於過往水準。黨內面臨高齡化與支持層流失問題，加上在選區中屢次讓賢予立民黨候選人，導致自身曝光度與影響力進一步下滑。
- 國民民主黨（以下簡稱國民黨，比例代表投票時則簡稱民主黨）獲得5席，保持基本盤穩定，但比上屆少了2席。比例得票率為6.0%，在選區則為3.8%，較上屆稍微減少。國民黨在部分政策上與自民黨立場接近，例如防衛與經濟政策，吸引部分中間派選民，但也因此遭受在野陣營批評。此次表現略顯邊緣化，未能大幅擴張支持層。
- 令和新選組（以下簡稱令和組）取得3席，雖然選區議席不多（1.9%，獲得1席），但在在比例代表區獲得4.4%選票，首次於參議院選舉中取得政黨資格。黨魁山本太郎強調反核、社會正義與底層民眾支持，吸引一定年輕族群與弱勢選民支持。
- 參政黨首次參與全國性參議院選舉即取得1席，在比例代表區和選區分別獲得3.3%和3.8%的得票率，表現超出部分媒體預期。該黨因以「政黨DIY」而聞名，訴求教育改革、傳統文化、反對大型疫苗政策等議題，吸引部分中間偏右與保守立場選民。
- 社會民主黨（以下簡稱社民黨）保住1席，在比例區勉強維持政黨地位。比例代表得票率為2.4%，選區則為0.3%，與上屆相當。社民黨長期低迷，支持基礎逐漸萎縮，靠少數忠誠選民維繫議席。
- 其他小黨與獨立候選人共獲得6席。其中包括NHK黨等小型政黨與無黨籍候選人，部分成功突圍反映地方個別議題或特殊選民動員效果。

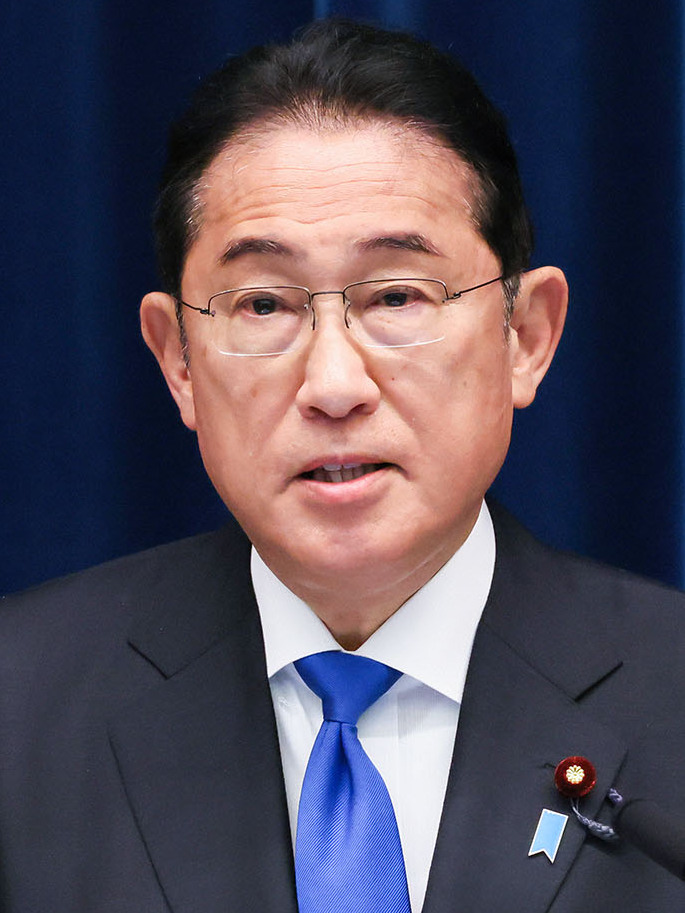
內閣總理大臣岸田文雄，2021年至2024年在任。

選後，時任自由民主黨總裁的岸田文雄繼續擔任內閣總理大臣（首相），領導政府推動修憲與防衛政策調整。此次選舉亦因安倍晉三遇刺事件而影響氛圍，被視為近年來日本政治穩定性的轉捩點之一。
然而在其3年任期內，自民黨內發生政治獻金醜聞，撼動自民黨政府的政治威信，並直接導致岸田內閣的支持率下跌。岸田最終在2024年8月宣布放棄競選連任自民黨總裁。
2024年9月27日舉行的自民黨總裁選舉，創紀錄的有9人競逐，最終由前自民黨幹事長石破茂出線，隨後於10月1日組閣；而最大在野黨立民黨在此前不久舉行的代表（黨魁）選舉，由曾在2011年拜相的野田佳彥當選。
隨後在9月30日，石破正式對外宣布，将於10月9日解散眾議院，15日公示，并于27日舉行投、開票。

### 上屆眾議院選舉結果
2024年日本眾議院通常選舉於2024年10月27日舉行，投票率為53.8%，較2021年略為下降。

#### 執政黨
- 自民黨雖然仍為第一大黨，但表現大幅下滑，最終僅獲得215席，失去單獨過半優勢，創下自2012年重新執政以來最差表現。比例代表區得票率為26.7%，選區則為38.5%，都下降了不少。自民黨在多個選區遭遇反彈，包括都市地區與部分農村地區的支持也有所流失。上次選舉反映出民眾對政府物價上漲與外交政策的不滿。
- 公明黨在部分選區因受到自民黨失勢影響而大幅下滑，其中僅在選前一個月上任的時任公明黨黨首石井啟一，也在上次選舉中於埼玉縣第14區失利，由於公明黨在小選區參選的候選人並不會列入比例代表席位中，因此石井無法透過比例區復活，成為自2009年時任公明黨黨首太田昭宏落選後，首位落敗的聯合執政黨領袖。在比例代表的得票率為10.93%，選區則僅為1.35%，都下降了不少。最終僅獲得24席，低於選前的32席，並被議席增加的國民民主黨超越，退居第5大黨。

#### 在野黨
- 立民黨該次表現顯著成長，獲得148席，創下該黨自2020年成立以來最佳成績。比例代表區得票率為21.2%，選區則為29.0%，成長幅度顯得較為疲弱。在選戰中，立民主打民生、反物價上漲與政權監督，成功在多個關鍵選區翻轉自民黨議席，確立其最大在野黨地位。
- 維新會獲得38席，比例得票率為9.4%，選區則為11.2%。在上次選舉中於關西以外地區面臨激烈挑戰，比例代表選舉中，得票數較上屆眾院選減少了約295萬票，並失去了在東北、中國、四國各選區的議席。在大本營大阪府，得票數也較上屆減少約56萬票，儘管在近畿地區仍保持第一黨地位，但比例議席減少了3席。最終，整體席位由選前的數量減少6席，降至38席。
- 國民黨表現亮眼，席次從上屆的7席增加至28席，比例得票率為11.3%，選區則為4.3%。這也使得該黨的議席數超越公明黨，成功躍升為比較第4大政黨，並在愛知縣提名的選區中獲得全勝，並獲得了單獨提出法案的權利。該黨訴求溫和改革、經濟成長與實用政策，吸引不少中間選民與自民黨流失票。上次擴張使國民成為政策協調中不可忽視的力量。
- 令和組取得9席，比例得票率為7.0%，但選區則僅為0.8%。該黨訴求反貧困、反核能與社會正義議題，吸引一定年輕族群與弱勢支持者，不過所有比例代表當選的候選人在選區的得票率都低於50%。
- 共產黨僅獲得8席，比例得票率為6.2%，選區則為6.8%，表現持續低迷。由於自1996年以來持續確保的東北區議席卻失守，導致總席次從選前的10席減少至8席，減少了2席，為2009年以來的最低席次，且在全國比例代表選舉中，該黨的得票數較上次大幅減少。
- 參政黨在比例代表選舉的南關東、近畿及九州各區成功取得議席，比例得票率為3.4%，選區則為2.5%，使總席次從選前的1席增加至3席，增長了2席。
- 新成立的日本保守黨（以下簡稱保守黨）則取得3席，比例得票率約為2.1%，選區則僅為0.2%，首度進入國會，在部分保守選民中獲得認同，標誌著右派政壇多元化的趨勢。
- 社民黨比例得票率約為1.7%，選區則僅為0.5%，僅取得1席，延續微弱國會存在。
- 其他無黨籍候選人共獲得12席，其中執政黨陣營和在野黨陣營各自取得6個議席。

選後，執政聯盟未能維持過半，自民黨雖仍為最大黨，但須與其他政黨協商組成穩定政權。首相石破於10月1日組閣，並於11月11日獲國會信任投票，確立少數派政權地位。'上次選舉突顯日本政治進一步碎片化，政黨協商與政策妥協將成未來國會運作的常態。
從2024年11月開始，石破就以少數政府形式執政，因為沒有在野黨的支持，推法案跟預算都非常困難。再加上石破捲入了發送禮券給議員的醜聞，導致他的支持度下滑，民眾對自民黨也越來越不滿。
在野黨也趁勢合作，尤其是立民黨和維新會，計畫在一些地方辦「反對派初選」，避免分票。

### 首相石破的禮券醜聞
2025年3月13日，《朝日新聞》揭露，多名於2024年眾議院大選首度當選的自民黨國會議員，於同年3月初收受來自石破辦公室的商品禮券。隨後，石破辦公室證實，該批禮券金額約每人10萬日圓（約合新台幣20,197元），共發送予十餘名議員，名義為「紀念品」，用途為購置西裝等。
首相石破聲稱，這些禮券係由其私人資金支付，並無政治目的，純屬生活補助之用。
根據《讀賣新聞》報導，多數自民黨議員選擇退還該批商品禮券，並未實際使用。此事發生之際，國會正就政治獻金透明化展開討論，焦點包括企業與團體捐款等議題。
此外，石破茂於事件前一日曾與公明黨黨魁齊藤鐵夫會晤，對方表態將持續支持其領導地位。然而，同週自民黨參議員西田昌司則公開表態，認為石破應由新任黨魁取代。
石破以改革派路線當選自民黨總裁，但此次事件引發在野黨強烈批評。立民黨黨魁野田表明，將於國會追究此事責任。維新會黨魁、大阪府知事吉村洋文亦公開批評石破之行為。
依據《政治資金規正法》，禁止向個別政治人物提供現金或有價證券作為捐贈。此次所涉10萬日圓禮券，亦有被視為「捐贈」之嫌。

### 不信任動議
立民黨黨魁兼在野黨領袖野田於2025年3月21日記者會上表示，該黨將「全面審慎判斷」是否提出對內閣的不信任案，並指出單憑此次醜聞尚不足以立即提出此案。稍早《朝日新聞》報導，立民黨已轉向「觀望」策略，避免過早逼退石破，恐讓自民黨藉換人之勢重振選情。
國民黨黨魁玉木雄一郎則於3月17日表示，該黨將「考慮包括不信任案在內的多元選項」應對此事，並呼籲石破應赴國會倫理審查會說明。
此外，維新會共同代表前原誠司接受《產經新聞》專訪時表示，儘管該黨曾與自民黨合作通過年度預算，但「一切可能性都在考量範圍內」，包括支持不信任案。
玉木其後亦表態，若政府政策背離「國家利益」，將敦促立民黨認真考慮提出不信任案。
美國川普政府宣布對日加徵關稅後，立民黨表示，將於國會審議期間暫緩對政治醜聞的追究，改與政府共同應對關稅問題。黨魁野田亦指出，預計將於4月的黨魁辯論中就相關議題展開討論。

### 東京都議員選舉結果
2025年6月22日舉行的東京都議會選舉，雖屬地方層級，但因東京為日本政治、經濟與媒體中心，其選舉結果向來被視為全國性政治氣氛的風向球。此次投票率為47.59%，較2021年增加約5.20個百分點。

#### 執政黨
- 由小池百合子主導的「都民第一會」贏得31席，成為最大黨，得票率約19.7%，是小池體制下第2次取得最多議席。雖未直接參與國政選舉，但其成功操作地方議題與選民動員的能力，可能影響其他地方性政黨如維新會在全國層級上的策略思維，進一步強化地方政黨在參議院比例區的存在感。
- 自民黨則慘遭重挫，僅獲21席（自2021年的30席減少9席），創下歷史新低。得票率約16.8%，反映出資金醜聞與物價上漲風波所造成選民疑慮。此結果對石破內閣而言，是一記政治警訊，亦可能在參議院選舉中造成「首都圈效應」擴散至其他大城市選區，削弱其整體議席防線。
- 公明黨也受波及，但損失較少，取得19席（減少4席），得票率10.0%，不過這是自1989年（日语：1989年東京都議会議員選挙）以來，36年來該黨正式推舉的候選人首次沒有全部當選。
- 國民民主黨則克服了選舉前醜聞和動亂的影響，首次贏得議席，共取得9席，得票率6.95%，成為議會內新興力量。[注 1]

#### 在野黨
- 立民黨在此次選舉明顯回升，從12席增至17席，得票率約9.0%，雖比上屆稍微下降，但在多處選區取得突破性勝利。
- 共產黨由19席跌至14席，得票率9.3%，跌幅5席，跌出了東京都政府反對黨的榜首位置，顯示整體選情不利。
- 參政黨首次參選，取得3席，得票率2.2%，因對現有政黨的不信任，成為保守派選民的新目標，成功進入都議會。
- 維新會未能贏得任何議席，丟掉了東京都議會中僅佔有1個議席，得票率1.5%，失去了影響力。令和組、保守黨、社民黨等政治團體也未能贏得任何席次。
- 其他無黨籍及地方小黨共取得13席，其中兩名來自自由守護協會，五名由立民黨等都政府反對黨推薦，三名來自其他團體，還有一名來自東京生活聯盟（日语：東京・生活者ネットワーク），反映各選區存在個人或在地派系影響力。

### 日期安排與規劃
2025年6月24日的內閣會議決議，參議院選舉將於7月3日公告，並於7月20日舉行投開票。本次選舉為1952年有紀錄以來，首次在連續假期的中日舉行的非補選國政選舉。。
本次選舉是針對2019年7月第25屆參議院通常選舉中當選議員的任期屆滿所進行的改選。
這也是自2013年以來，睽違12年，再度與東京都議會議員選舉在同一年舉行的參議院選舉。
在東京都選舉區，在第26屆參議院定期選舉中當選的蓮舫（當時為立民黨成員）參加了2024年東京都知事選舉（並落選），因此根據《公職選舉法》第90條自動失去參議員資格。然而，由於該區域的欠員人數未達《公職選舉法》第113條第1項第4款所定「通常選舉中該選區議員定數四分之一以上」的補選門檻，故並未辦理補選。歷經一年以上的議席空缺後，本次通常選舉以合併補選方式進行，改選席次增加一席，該當選名單中第七位當選者將承接蓮舫所留下的三年剩餘任期。此次合併選舉為歷來第五次實施，前次為神奈川縣選舉區。
同樣地，神奈川縣選舉區的島村大（當時隸屬自民黨）於2023年8月30日去世，亦因未達補選實施要件，故至本次通常選舉為止的近兩年期間，該席次持續懸缺。
此外，東京都選舉區的丸川珠代與音喜多駿、大阪府選舉區的東徹、和和歌山縣選舉區的世耕弘成於2024年10月15日參加第50屆眾議院總選舉，兵庫縣選舉區的清水貴之則於同年10月31日參選兵庫縣知事選舉，依《公職選舉法》第90條規定，均自動失去參議員資格；另有愛知縣選舉區的大塚耕平於11月5日辭職，以參選名古屋市長選舉。然而，依《公職選舉法》第33條之2第6項規定，凡在任期屆滿前一年之9月16日以後產生之缺額，無須進行補選，故上述議席至本次通常選舉為止均維持空缺。
因此，在本次選舉中，將有6個選舉區共7名改選議員因辭職或失職而出現空缺，這些空缺將自2023年或2024年以來歷時將近兩年，預計將隨本次選舉一併填補。
這場選舉在7月3日正式開跑，共有518名候選人參選，主打議題是如何解決物價上漲問題。

## 選舉制度
日本參議院選舉每三年舉行一次，議員任期為六年，採半數改選制度。2025年將改選的議員，為2019年選舉中當選之成員。
與眾議院相似，參議院選舉採「並立制」，即結合地方選區與全國比例代表兩種制度。在本次選舉中，124席中有74席由都道府縣單一或複數選區選出：單一選區採「相對多數制」，複數選區則使用「不可轉移單票制」。其餘50席由全國單一選區以政黨比例代表方式選出，採「開放名單制」與「漢狄法」計算席次。
各都道府縣每次選舉至少選出一名參議員，確保各地區至少擁有兩席。各地區議席分配依據人口，例如東京都擁有12席，每次改選6人。為矯正選票價值不均，自2016年起，鳥取與島根、德島與高知分別合併為一選區。
比例代表部分雖允許選民填寫特定候選人名，但自2018年起，政黨得以優先指定候選人排序，使其優先獲得席次。此外，此制度不設得票門檻，無論政黨得票多寡，皆有機會取得議席。

### 內閣
- 第二次石破內閣

### 公告日
- 2025年（令和7年）7月3日

### 投票日
- 2025年（令和7年）7月20日

### 改選数
東京都選舉區將增設1個補選議席（合併選舉，任期3年），改選議席增至7個。
- 124+1
  - 选举区：74+1
  - 比例区：50

| 北海道 3 青森 1 岩手 1 宮城 1 秋田 1 山形 1 福島 1 茨城 2 栃木 1 群馬 1 埼玉 4 千葉 3 東京 6+1 神奈川 4 新潟 1 富山 1 石川 1 福井 1 山梨 1 長野 1 岐阜 1 静岡 2 愛知 4 三重 1 滋賀 1 京都 2 大阪 4 兵庫 3 奈良 1 和歌山 1 鳥取、島根 1 岡山 1 廣島 2 山口 1 德島、高知 1 香川 1 愛媛 1 福岡 3 佐賀 1 長崎 1 熊本 1 大分 1 宮崎 1 鹿兒島 1 沖繩 1 |

### 選舉佈置
- 總務省將製作海報、傳單、網路廣告、報紙廣告和電視廣告，也將在專門網站上提供有關投票方法以及候選人和政黨的資訊。[29]
  - 選舉宣傳大使：江口洋介（演員）、生見愛瑠（模特兒）[30]
  - 選舉口號：走吧，我們一起投票。這一票，為我們的明天點亮希望。
- 各都道府縣選舉管理委員會將任命當地名人或與當地運動隊伍有關的人士為形像人物，製作海報、廣告等。[31][32][33]

### 選舉制度
- 選區
  - 小選區制：32
    - 02人選區（1人改選（日语：参議院一人区））：32

  - 大選區制：13
    - 04人選區（2人改選（日语：参議院二人区））：4（茨城縣、靜岡縣、京都府、廣島縣）
    - 06人選區（3人改選（日语：参議院三人区））：4（北海道、千葉縣、兵庫縣、福岡縣）
    - 08人選區（4人改選（日语：参議院四人区））：4（埼玉縣、神奈川縣、大阪府、愛知縣）
    - 12人選區（7人改選）：1（東京都）※包括1個填補空缺的席位（任期 3 年）
- 比例代表
  - 開放式名單比例代表制（部分封閉式名單：特定名額（日语：特定枠））：1

投票方法
秘密投票、單票、2票制（選區、比例代表）
選舉權
満18歳以上的日本國民
被選舉権
満30歳以上的日本國民
選民人數

### 同日選舉和全民公投
市長選舉
- 北海道新得町長選舉
- 岩手縣住田町長選舉
- 山形縣莊内町長選舉
- 福島縣西會津町長選舉
- 茨城縣利根町長選舉
- 埼玉縣飯能市長選舉

- 千葉縣旭市長選舉
- 愛知縣清須市長選舉
- 大阪府田尻町長選舉
- 兵庫縣猪名川町長選舉
- 奈良縣奈良市長選舉
- 奈良縣川西町長選舉

- 徳島縣三好市長選舉
- 高知縣南国市長選舉
- 宮崎縣延岡市長選舉
- 鹿兒島縣曾於市長選舉
- 鹿兒島縣肝付町長選舉

地方議会選舉
- 石川縣議會（日语：石川県議會）議員補選（金澤市選区）
- 京都府議会議員補選（城陽市選区）
- 大阪府大阪市議会議員補選（東成区選区・住之江区選区）
- 北海道新得町議会議員補選
- 福島縣西会津町議会議員補選
- 茨城縣利根町議会議員補選
- 埼玉縣三鄉市議会議員選舉
- 新潟縣胎内市議会議員補選

- 長野縣高森町議会議員選舉
- 長野縣富士見町議会議員補選
- 三重縣松阪市議会議員選舉
- 兵庫縣淡路市議会議員選舉
- 奈良縣奈良市議会議員選舉
- 鳥取縣智頭町議会議員選舉
- 島根縣美鄉町議会議員選舉
- 島根縣飯南町議会議員選舉

- 徳島縣三好市議會議員補選
- 愛媛縣松野町議会議員補選
- 高知縣南国市議会議員補選
- 長崎縣壹岐市議会議員選舉
- 沖縄縣那覇市議会議員選舉

地方公投
- 愛知縣豊橋市：關於是否繼續推動「豐橋公園東區及多功能室內設施開發營運計畫」的全民公投

## 各國政政黨基本介紹及動向
在本次選舉的32個一人選區中，五個國會擁有10席以上的主要在野政黨（立民黨、維新會、國民黨、共產黨、令和組）僅在16個選區完成候選人整合。具體而言，立民黨取得10席整合提名，國民黨1席，其餘5席則由主要野黨支持或現任的無黨籍候選人出馬。
由於立民黨單方面與其他政黨進行個別協調，雖整合範圍較上屆的11區略有擴大，但在野黨之間未能建立合作戰線，難以再現2016年或2019年時的在野共鬥架構。
此外，參政黨等政黨於所有選區提名候選人，造成在野候選人進一步分裂，形成多方競爭態勢。
主要參選政黨與選前席次如下：
| 政黨 | 政黨       | 黨魁       | 意識型態                  | 政治立場       | 席次      | 席次      | 地位   |
| 政黨 | 政黨       | 黨魁       | 意識型態                  | 政治立場       | 上屆結果  | 選前席次  | 地位   |
| ---- | ---------- | ---------- | ------------------------- | -------------- | --------- | --------- | ------ |
|      | 自由民主黨 | 石破茂     | 保守主義 日本民族主義     | 中間偏右至右翼 | 119 / 248 | 115 / 248 | 執政黨 |
|      | 立憲民主黨 | 野田佳彥   | 社會自由主義 立憲主義     | 中間偏左至左翼 | 39 / 248  | 38 / 248  | 在野黨 |
|      | 公明黨     | 齊藤鐵夫   | 佛教民主主義 社會保守主義 | 中間           | 27 / 248  | 27 / 248  | 執政黨 |
|      | 日本維新會 | 吉村洋文   | 右翼民粹主義 經濟自由主義 | 中間偏右至右翼 | 21 / 248  | 20 / 248  | 在野黨 |
|      | 日本共產黨 | 田村智子   | 共產主義 民主社會主義     | 左翼至極左翼   | 11 / 248  | 11 / 248  | 在野黨 |
|      | 國民民主黨 | 玉木雄一郎 | 溫和保守主義 財政民粹主義 | 中間偏右       | 10 / 248  | 9 / 248   | 在野黨 |
|      | 令和新選組 | 山本太郎   | 進步主義 左翼民粹主義     | 左翼           | 5 / 248   | 5 / 248   | 在野黨 |
|      | 參政黨     | 神谷宗幣   | 極端保守主義 右翼民粹主義 | 極右翼         | 1 / 248   | 2 / 248   | 在野黨 |
|      | 社會民主黨 | 福島瑞穗   | 社會民主主義 民主社會主義 | 中間偏左至左翼 | 1 / 248   | 2 / 248   | 在野黨 |

### 各政黨動向

#### 自由民主黨
自民黨於本次參議院選舉共提名79名候選人，涵蓋全國各地方選區48人，以及比例代表區31人（其中2人列為特定名額名單，優先保障當選）。
在3月9日自民黨全國黨代表大會上，總裁石破表示，自民黨應團結一致，回歸「以人民為本的政治」初衷。因為在前一日，他則強調，自己有「不惜一切代價贏得選舉」的決心。
自民黨前總裁競爭者小林鷹之對石破茂的演說提出批評，表示未能從中感受到首相應有的明確訊息。部分觀察人士亦指出，自民黨目前在國會中居於少數，使石破難以有效推動其國政議程，進而削弱了其領導力。另一位前總裁競爭者高市早苗也對石破的演說持批評態度。
小林隨後建議，自民黨應在參議院選舉前，檢視石破於總裁選舉中所提出的政策綱領，以及上次眾議院大選的政見，並據此評估執行情形，以確認改革進度。
在石破發表演說的同日，自民黨宣布提名杉田水脈為本次參議院選舉的比例代表候選人。然而，杉田在2022年與2023年間，因於其部落格中發表歧視在日韓國人、LGBT族群等言論，遭札幌法務局認定違反人權。儘管她事後公開道歉，相關言論仍廣泛被視為具種族歧視性質，引發社會爭議。
根據《朝日新聞》報導，自民黨提名具爭議的前眾議員杉田，可能是受到黨內保守派施壓，特別是與已故前首相安倍關係密切的派系。杉田過去被視為安倍派的重要支持者，與該派系關係密切。
2025年4月11日，自民黨最高顧問麻生太郎指出，當前選舉情勢對自民黨而言堪稱「緊急狀況」，並強調執政聯盟必須在參議院維持多數席次，以確保政權穩定。
6月6日，自民黨提名前東京都議員齋藤里恵等三人參選比例代表。
石破則於6月23日表態，選舉目標為連同非改選席次，與執政夥伴公明黨共同確保參議院過半數席位，以鞏固執政基礎。
6月26日，自民黨在比例代表中正式提名現任參議員鈴木宗男。鈴木於2002年離開自民黨，後創建地域政黨新黨大地並於2004年當選參議員，之後因罪入獄於2017年後恢復公民權，並加入維新會參加同年眾議院選舉失利，直至2019年的參議院選舉透過比例代表再次當選，後因擅自訪問俄羅斯而遭維新會除籍，因與自民黨幹事長森山裕相識多年，並在其保證下重返已經離黨23年的自民黨並參加此次參議院選舉。

#### 公明黨
本次選舉中，公明黨共提名24名候選人，其中選區7人、比例代表區17人。
公明黨近日公布本次選舉的政策綱領草案，內容聚焦於降低汽油價格，並主張廢除臨時油稅作為紓困手段。針對美國所加徵的關稅問題，黨魁齋藤表示，「最有效的經濟應對措施是減稅」，並建議在減稅政策尚未實施之前，先向民眾發放現金，以提供即時支援。
公明黨黨魁齋藤於6月25日表示，與石破所言一致，將連同非改選議席，維持執政聯盟在參議院過半數的50席，作為勝敗標準。
6月27日，該黨進一步表明，選舉目標為選區與比例各取得7席，共計14席，並在比例代表區爭取700萬張政黨票。

#### 立憲民主黨
本次選舉中，立民黨共提名51名候選人，其中選區29人、比例代表區22人。
5月7日常任幹事會議決定於參議院選舉中提名現職比例代表石川大我。

立民黨黨魁野田於5月10日表示，眾議院大選「極有可能」與參議院選舉同日舉行，或於前後時段同步進行。
6月17日常任幹事會議中決定於參議院選舉中提名木村正弘、寺田博英、西野克也三位新人。

6月24日常任幹事會議中決議提名元職蓮舫等22人參選比例代表。

黨魁野田於7月2日前表示，本次選舉的最低目標為在改選席次範圍內使執政黨失去過半數席次，進一步則希望能讓執政聯盟於參議院整體席次上亦失去過半優勢。

#### 日本維新會
本次選舉，維新會共提名28名候選人，包含選區15人及比例代表區13人。
黨魁吉村於6月25日表示，本次選戰目標為「全體候選人當選，並使執政黨失去參議院過半數優勢」。

#### 國民民主黨
國民黨於本次選舉共提名41名候選人，包含選區22人及比例代表區19人。
黨魁玉木於3月4日表示，該黨目標為取得21席以上，確保能單獨提出涉及預算的法案，包括非改選議席在內。玉木於3月25日進一步表明，國民黨將盡可能多地提名候選人參選。
同月，該黨提名大學教授兼保守派評論家山田義彦作為比例代表區候選人。
5月14日國民黨提名元眾議院菅野志櫻里、須藤元氣、足立康史、現任參議員藥師寺道代參選比例代表。
菅野原為愛知縣第7區眾議員，後因醜聞引退。
須藤原為舊立民黨黨籍，參加參議院選舉，後以無黨籍活動，2024年東京都第15區以無黨籍參加補選，結果落選。
足立原為維新會大阪府第9區眾議員，後因違反黨內的公職選舉法違反而被暫停黨員資格6個月，後以維新會在大阪府第9區提名新人選為由退出2024眾議院選舉，2025年4月國民黨曾經打算提名其參加參議院大阪府選舉區，但因勞動組合總聯合會反對而失敗。

若足立順利當選，他將可能成為自2013年以來，首位在大阪當選的、非維新系且非執政黨出身的參議員。

#### 日本共產黨
共產黨本次共提名47名候選人，其中選區28人，比例代表區19人。
黨委員長田村智子於6月25日表示，目標為使自民、公明兩黨失去參議院過半席次，並期望於比例代表區獲得650萬票支持，同時保住東京、埼玉等現任議員所屬選區席次，爭取整體議席成長。

#### 令和新選組
令和新選組本次共提名24名候選人，包含選區12人及比例代表區12人（其中1名列為特定名額）。
黨魁山本太郎於7月2日前表示，本次選舉目標為取得7席。

#### 參政黨
參政黨於本次選舉共提名55名候選人，包含選區45人及比例代表區10人。
黨魁神谷宗幣於6月6日表示，目標為比例代表區至少取得5席，選區方面以東京與大阪作為重點選區，期望其中至少取得1席。此外，比例代表區的得票目標訂為450萬票以上。

#### 社會民主黨
社民黨本次共提名11名候選人，包含選區6人、比例代表區5人。
黨首福島瑞穗於6月18日表示，選舉目標為比例區當選2人、選區當選1人，總計3席以上。該黨若未能於比例區取得2%以上得票，或當選議席未達3席，將失去《公職選舉法》所規定之政黨資格。

#### 日本保守黨
本次選舉中，保守黨共提名9名候選人，包含選區5人及比例代表區4人。
黨魁百田尚樹於7月2日前表示，該黨目標為全體候選人當選。

#### 未來團隊
本次選舉中，未來團隊（以下簡稱未來黨）共提名15名候選人，包含選區12人及比例代表區3人。
黨魁安野貴博於5月8日前表示，其目標是確保多個席位並獲得超過2%的有效選票，從而成為國政政黨。

### 政黨聯盟動向

#### 執政黨
2025年2月，自民黨與自2012年以來的執政聯盟夥伴——公明黨，簽署選舉合作協議。協議內容包括：自民黨將在五個選區支持公明黨候選人，並針對捲入政治獻金醜聞的自民黨候選人設立條件，以爭取公明黨的支援。
根據《每日新聞》報導，執政聯盟本次選舉最多只能失去16席，否則將喪失在參議院的多數地位。

#### 在野黨
根據時事通信社的預測，若包括主要在野黨——立民黨在內的五個在野政黨就32個單一選區達成共識，執政的自公聯合政府預計僅能取得10席，而在野陣營可望獲得22席。若維新會亦加入合作，在野方的優勢將進一步擴大，執政聯盟甚至可能僅保住3席。
2025年1月，維新會向立民黨提出一項旨在於單一選區整合候選人、以對抗自民黨的構想。該提案包括透過網路民調與舉行在野初選的方式選出共推候選人。然而，國民黨、令和組以及社民黨對此計畫表達懷疑，並未表示支持；共產黨則明確表態拒絕參與此整合行動。
2025年2月下旬，維新會宣布，將於當月底前決定是否舉行在野陣營初選。該黨幹事長岩谷良平表示，除共產黨外，各在野政黨對初選構想皆持「相當正面」態度，並指出維新會對於立民黨提出的修正方案亦持開放態度。
隨後於3月初，維新會共同代表前原提議，與立民黨合作，在滋賀縣、奈良縣及和歌山縣等三個單一選區（各選出一席）實施初選。上述三地皆位於大阪周邊，屬於維新會的主要支持地帶。
同時，國民黨開始與立民黨展開政策協議之磋商。據《每日新聞》報導，雙方預計於選前簽署一份基本政策協議，內容涵蓋憲法、外交與安全保障、經濟政策、能源方針及多元共融等議題。
針對在野陣營整合的可能性，立民黨黨魁野田表示：「我基本上支持此構想，但我已向前原表明，若要推動此計畫，應爭取所有在野黨一同參與。我們應公開呼籲各黨加入；若某選區僅有立憲與維新的候選人，則應透過初選方式決定最終人選。」
隨後於4月1日，立民黨籍資深國會議員小澤一郎宣布，立民黨與維新會已就滋賀、奈良與和歌山三個選區達成共識，將整合候選人，推出統一人選參選。
另一方面，《產經新聞》同時指出，立民黨和國民黨在選舉合作上的立場出現嚴重分歧，合作前景不明。立憲黨方面視國民黨為態度傲慢、缺乏誠意的「自命不凡新興政黨」，而國民黨則認為立民黨人「只關心選舉」，難以獲得真正的社會支持。

#### 其餘發展
自民、公明執政聯盟與在野黨維新會之間所謂的「部分合作」關係，於2025年2月就該年度預算案達成協議，確保預算案順利通過。該預算案內容包括推動高中教育免費化及下調社會保險費等措施。經多次修正後，預算案於2025年3月正式敲定。
其後，執政的自民、公明兩黨亦與在野的國民黨達成共識，同意在特定條件下維持政黨支部接受政治獻金的制度，同時強化相關資訊公開與透明度。

## 選舉議題

### 政局
- 執政黨（自民党、公明党）如何維持過半数席次。[88]
- 新興政党（令和組、参政党、保守党）所獲得的議席數。[89]

### 政策
- 降低消費稅和提供現金支付等應對物價上漲的措施。[90][91]
- 已婚夫婦可選擇不同的姓氏。[92]
- 因應稻米价格上涨與農業政策改革。[92][93]
- 年金改革。[93]
- 政治獻金。[94]
- 義務教育。[92]
- 與美國的關稅談判。[92]
- 應對就職冰河期的措施。[95]
- 金融政策（日语：金融政策）。[92]
- 氣候變遷政策。[96]
- 在日外國人的政策。[97]

#### 關稅談判

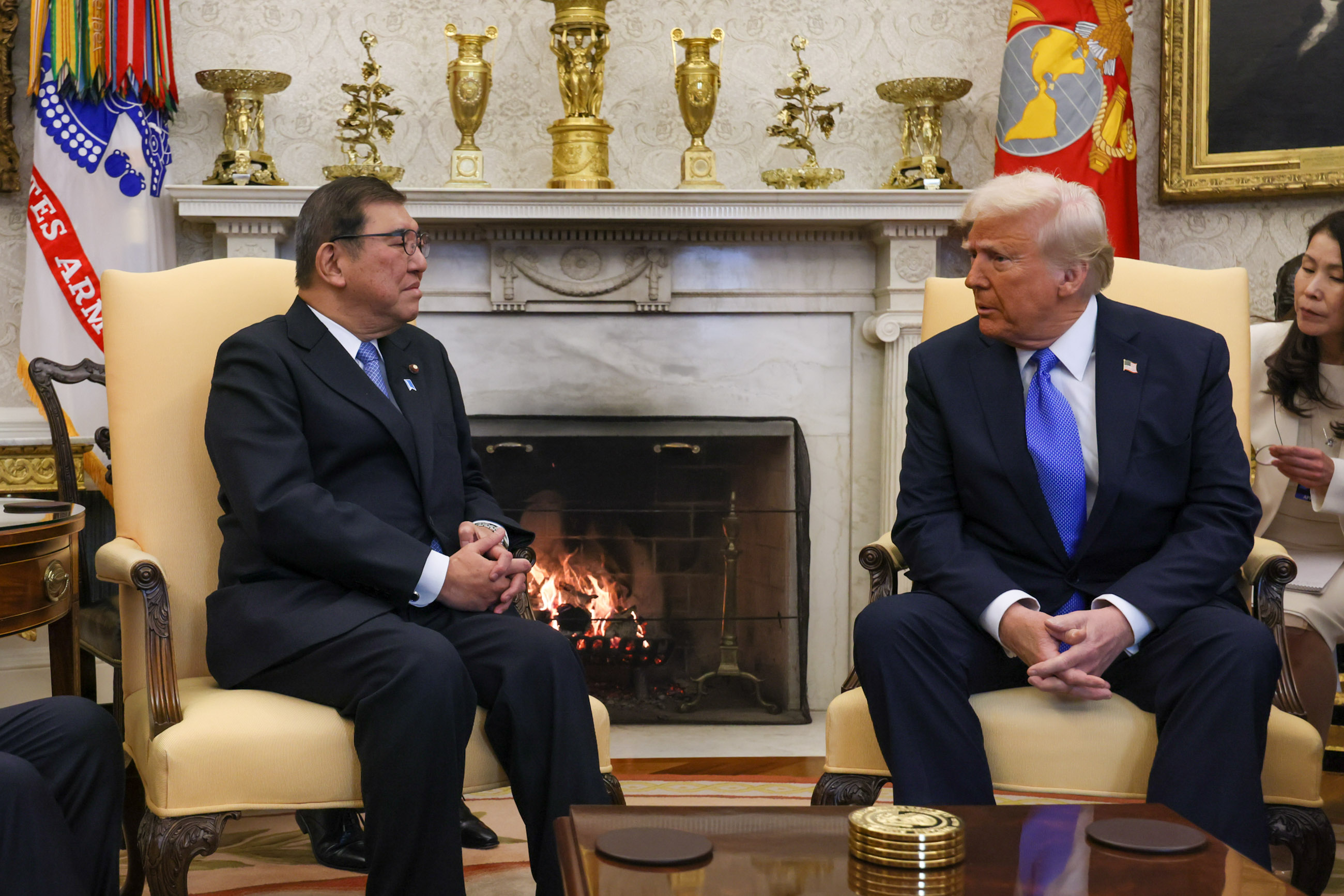
內閣總理大臣石破茂在白宮與美國總統唐納·川普舉行會談。

2024年美國總統大選中唐納·川普成功當選後，貿易失衡問題與關稅政策再次成為關注焦點。美國已對幾乎所有進口商品施加10%的基本關稅，並可能對大多數日本商品徵收24%的對等關稅。此外，針對汽車、汽車零組件、鋼鐵與鋁材等項目，更已實施更高比例的關稅。

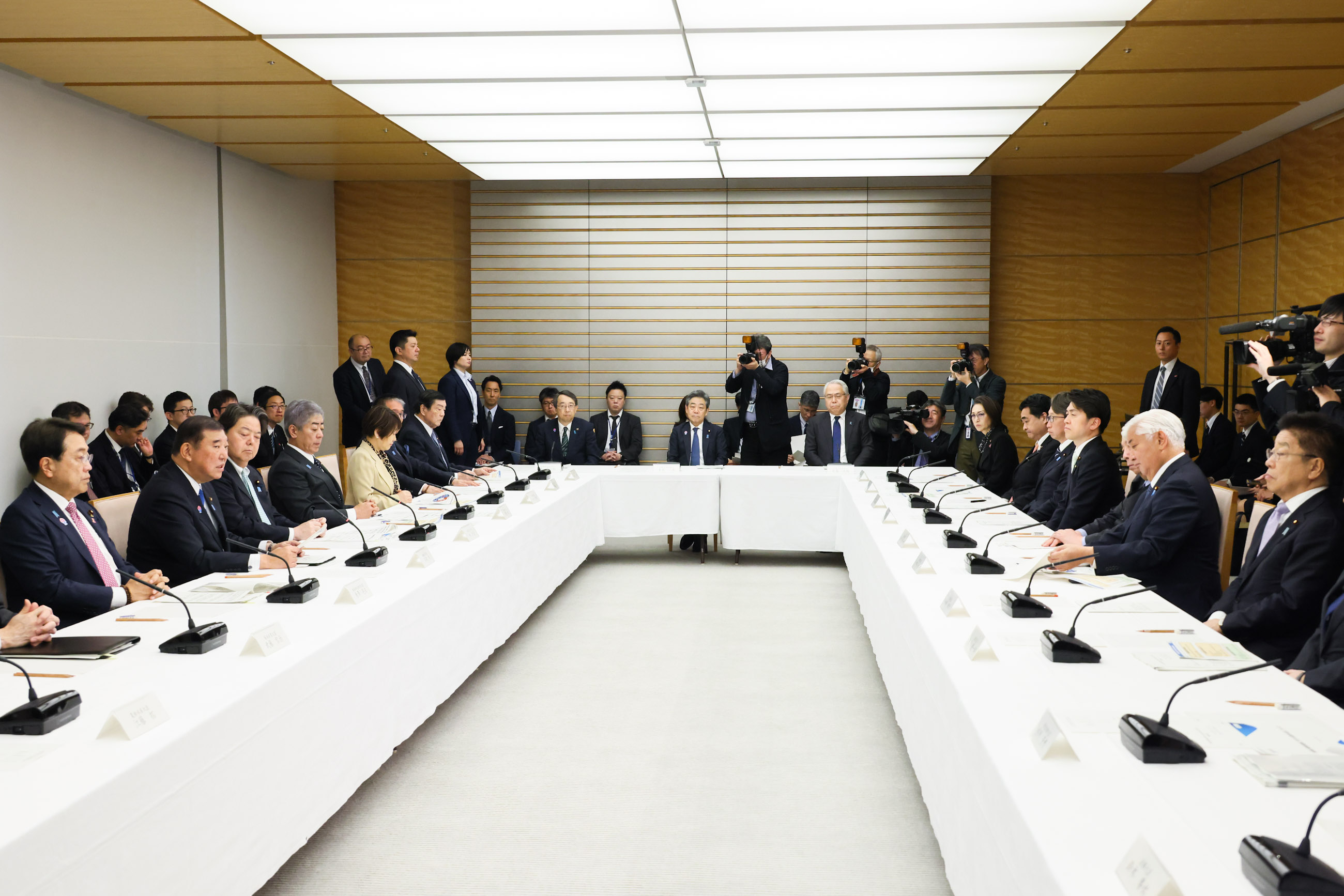
石破政府成員齊聚一堂，討論美國的關稅政策。

首相石破所領導的政府正面臨壓力，須爭取一項對日方有利的貿易協議。然而，外界報導指出，日本民眾對美國的信任程度已出現下滑。儘管政界試圖將關稅議題推上政策主軸，但對多數日本選民而言，當前的經濟問題仍是優先考量。若關稅導致日本經濟進一步惡化，勢必將衝擊薪資水準，這也成為社會的主要憂慮之一。

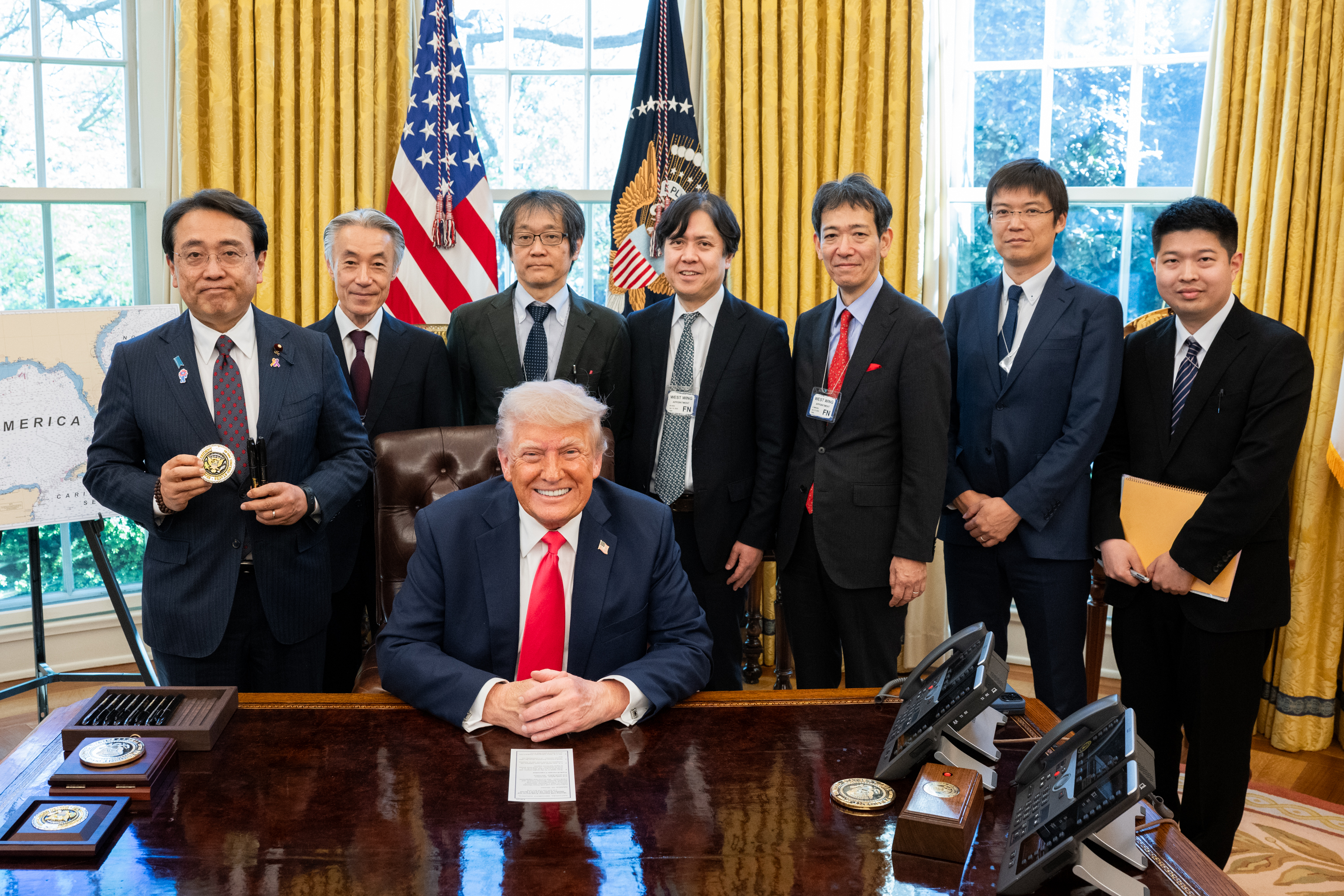
日本經濟財政大臣赤澤亮正在白宮與美國總統唐納德·特朗普舉行會談。

現任石破政府至今尚未就美方對日本加徵關稅一事，與川普政府達成共識。儘管首相石破茂向選民保證談判將取得成果，反對黨仍批評擔任談判代表的經財擔當大臣赤澤亮正多次赴美交涉卻遲遲未見實質進展。

#### 稻米危機

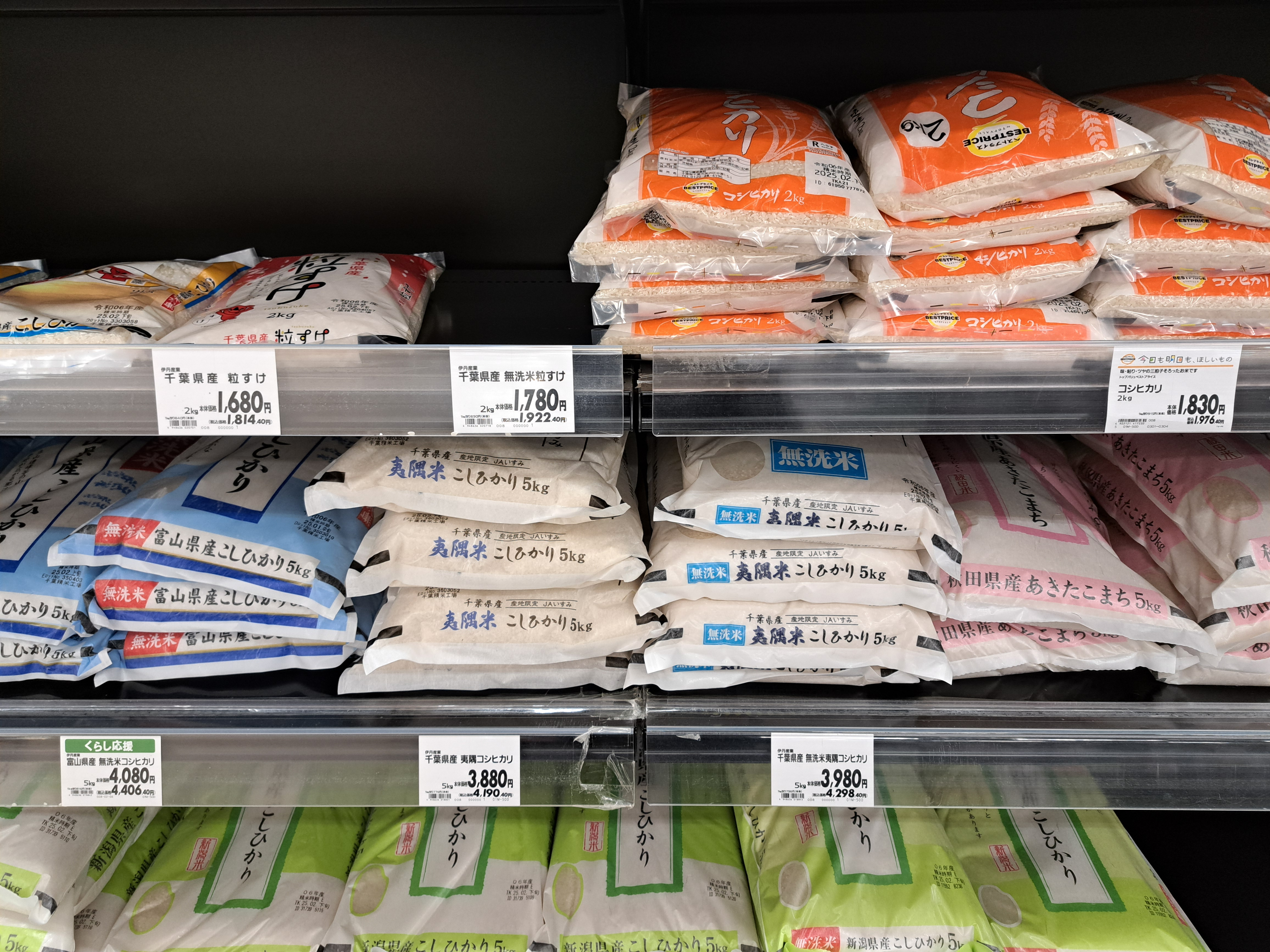
2025年3月上旬，5公斤预包装大米价格已达到4000日元左右。

2024年夏季起，稻米價格大幅上漲，引發社會廣泛不滿，外界稱之為「令和米騷動」。為因應此局勢，自民黨積極推動擴大國內稻米生產規模，2025年春季更釋出政府備蓄米，以試圖平抑米價。
這場米價危機凸顯了日本在糧食安全方面的隱憂，也進一步引發各界對於通膨與民生成本上升的關注。由於米價上揚對弱勢群體造成更大衝擊，社會上對強而有力的政治領導的呼聲亦日益高漲。

#### 稅收
4月，立民黨提出將消費稅稅率下調至5%的方案，黨內研究小組建議可透過提高法人稅及所得稅來支應財源。在5月2日記者會上，黨魁野田表示，針對憲法層級的減稅構想中，關於將食品消費稅降至0%並限定一年期限的設計，他本人並不拘泥於該期限長短。
共產黨亦主張將消費稅降至5%（並以最終廢除為目標），同時訴求提升中小企業薪資水準。

#### 社會問題
社民黨主張全面廢除消費稅，特別是針對食品類項目，應率先取消。該黨亦承諾提高看護、照護等相關產業從業人員的薪資，全面停止國內所有核能發電設施運轉，推動立法落實婚姻姓氏選擇權與同性婚姻合法化，同時致力推動批准《禁止核武器條約》。

#### 外国人
在此次选举中，在日外国人的议题获得了前所未有的关注。不少聲音認為，外國移民所受到的待遇優於日本本國民眾，而部分此類觀點亦受到錯誤資訊於社群媒體上的推波助瀾。在社交平台X上的参议院选举相关推文中，与“外国人”相关的推文数量远大于其他议题。
受到这种风潮的影响，其他政党也提出了各自的外国人对策，政府也做出了紧急应对。7月8日，首相石破指示内阁官房新设立处理在留外国人政策的事务局。15日，“与外国人有秩序的共生社会推进室”在内阁官房建立。
自民黨主張加強對外國人購置不動產的限制，並致力於將非法移民人數歸零。
國民黨則提議，針對非自住目的所持有的不動產課徵稅賦。
参政党則打出“日本人第一”的口号，主张限制在日外国人权益，这种主张也被认为是歧视外国人。
《每日新聞》評論指出，「不少候選人試圖透過主打對外國人設限來吸引關注」。这种情况引发了担忧，日本笔会发表抗议声明，指出一些政党“正在比谁更加排斥外国人”。

## 競選過程

### 選舉報導

#### 提前通報和事實查核
鑑於去年各次選舉中出現的混亂局面，各大報紙和電視台紛紛宣布，不會在本次選舉中過分強調公平性，而是會擴大提前報道，並對社交媒體等平台上傳播的信息進行事實核查。

#### 情況報導
媒體報道的選舉情形如下。日期為進行民意調查的日期。
1. 7月3日、4日
  - 讀賣新聞[130]
    - 執政黨是否能維持過半席次，局勢尚不明朗。自民黨在各選區陷入苦戰，預料席次恐僅止於約40席。公明黨亦可能從現有改選的14席減少。兩黨合計預估約50席左右。
    - 在野黨方面，立民黨表現穩健，國民黨有望實現席次倍增。參政黨預計於東京選區及比例代表名單均可大幅進帳。維新會、共產黨及令和組則在多個選區展開激烈競爭。此外，保守黨預料將首次透過比例代表取得議席。社民黨、再生黨（日语：石丸伸二）及NHK黨亦具備爭取議席的可能性。

  - NNN[131]
    - 執政黨能否維持過半席次，局勢尚屬未明。自民黨預料將僅止於40席出頭，遠低於此次改選席次。公明黨亦面臨苦戰，能否保住10席亦屬未定，恐將低於其改選時的14席。
    - 在野黨方面，立民黨有望挑戰20席後段，國民黨則勢頭良好，席次可望達到10席以上。維新會雖在大阪等區域選舉表現亮眼，但於比例代表部分則陷入膠著。共產黨則可能失守現有席次。令和組則有望進一步擴增議席，參政黨則挑戰雙位數席次。此外，保守黨、社民黨及再生黨（日语：石丸伸二），均有望透過比例代表取得議席。

  - 日本經濟新聞[132][133]
    - 自民、公明兩黨作為執政聯盟，雖將從本次改選的66席減少，但仍有望超過50席，合併非改選議席後，將有機會維持國會過半優勢。
    - 在野黨方面，立民黨預料將增加席次，國民黨及參政黨亦有望取得進展。維新會則預計與上次改選 5 席相近，變化不大。共產黨將聚焦於比例代表區以爭取席次，令和組預計則可維持既有的比例議席。

  - 朝日新聞、ANN[134]
    - 執政聯盟是否能以非改選席次合併後穩住國會過半，局勢仍屬未明。自民黨預料將低於改選前52席，目前在單一選區僅於12區保持領先。公明黨方面，席次預估亦難以回到改選前的14席，在多數選區面臨膠著或激戰。
    - 在野黨陣營中，已有9個單一選區由反對黨領先，另有11個選區與自民黨形成拉鋸。立民黨有望於選區擴大席次，整體席次可望突破改選前的22席。國民黨亦勢頭良好，預計遠超改選前4席，逼近其目標16席。參政黨則有望於東京、神奈川等地奪得議席，比例代表區亦預估將增加席次。

  - 共同通信[135]
    - 圍繞著是否能取得包含非改選議席在內的國會過半，執政與在野兩方競爭激烈。
    - 自民黨在單一選區普遍陷入苦戰，席次下滑幾成定局，若單一選區失利，整體可能跌至40席初段。公明黨方面，包含兵庫等地在內選情不利，預計難以維持改選前14席。
    - 在野陣營方面，立民黨於比例代表選舉表現穩健，預計將超越前回7席，整體席次亦可望突破改選前22席，挑戰20席後段。維新會與上屆12席相比成長有限。共產黨則恐怕跌破改選前7席。國民黨則在千葉、神奈川等多個選區穩居當選範圍，預計大幅超越改選前的4席。令和組在比例區有望取得3席，參政黨亦可能於東京選區首次奪得議席。
2. 7月5日、6日
  - 每日新聞[136]
    - 自民、公明兩黨為維持過半席次而苦戰，距離穩固50席仍有距離，執政與在野之間攻防激烈。自民黨在單一選區僅於9區維持領先，複數選區則於11區各自預計僅能取得1席。比例代表方面，席次預估將落於12至15席之間，低於上屆的18席。整體席次預估為32至46席不等。公明黨最高預估僅10席，亦將低於改選前的14席。
    - 在野黨方面，選情較為有利。單一選區已有16區由無黨籍或在野系候選人領先，另有7區與自民黨呈現激戰態勢。立民黨預計於北海道、埼玉、千葉、東京、神奈川、愛知、廣島、福岡等複數選區各自取得1席，比例區則可望穩住7至10席。維新會成長受限，預料僅於京都及大阪各取得1席，並以大阪第2席及東京、兵庫議席為目標，比例代表則預估3至4席。共產黨預期於東京取得1席，比例代表2至3席。國民黨於静岡、愛知、香川預計可取得議席，並於千葉、東京、神奈川等地激戰，比例代表預估取得6至7席。令和組於比例代表預料取得3至4席，並有望在東京奪得議席。參政黨則於東京、愛知、福岡等地預計可奪下議席，埼玉、千葉、神奈川、大阪等地亦處於激戰中，比例區預估6至7席。社民黨與保守黨亦有透過比例代表取得議席的可能。

  - JNN[137]
    - 自民、公明兩黨皆面臨議席縮減，能否維持國會過半席次仍屬未明。自民黨於單一選區僅於9區保持優勢，過往強勢的鹿兒島、宮崎等地亦陷苦戰。
    - 在野黨陣營方面，於東北、四國等地共12個單一選區佔優，另有11區與自民黨形成激烈拉鋸戰。立民黨預料可於選區擴增議席。維新會與令和組亦可望小幅增加席次。國民黨預期將大幅超越改選前議席，取得明顯增幅。參政黨在比例代表部分有望大幅增加議席，亦可能於選區首次取得席次。保守黨預料可取得新席次。共產黨議席則可能減少，社民黨能否保住席次仍屬未定。

  - 產經新聞、FNN[138][139]
    - 自民黨單獨取得過半席次已相當困難，是否能與公明黨合力確保50席、維持國會過半，正與在野黨展開激烈攻防。單一選區方面，自民黨於石破家鄉所在的鳥取、島根，以及北陸多數地區共計14區維持領先優勢。
    - 在野黨陣營方面，立民黨等透過候選人調整的單一選區中，已有11區領先，另有7區與自民黨陷入膠著。此外，國民黨與參政黨在比例代表等選舉中，預料將大幅超越現有席次。
3. 7月12日、13日
  - 每日新聞[140]
    - 自民、公明兩黨在爭取過半所需的50席方面持續陷入苦戰，部分選區的劣勢甚至較前次調查更為明顯。預估兩黨合計席次為31至55席。自民黨於單一選區維持優勢的席次已由上回調查的9區減至6區，全體席次預估降至27至43席。公明黨在所提名的7個選區中，僅於東京維持優勢，其餘均陷入苦戰，整體預估為4至12席。
    - 在野黨陣營方面，單一選區中有16區保持優勢，另有2區已由拉鋸轉為領先，其餘8區仍與自民黨膠著。立民黨選情穩健，確定將超越改選前的 22 席。維新會成長受限，能否達成6席以上目標仍不明朗。共產黨預估可確保3至5席。國民黨延續初期聲勢，有望自改選前4席大幅翻倍成長。參政黨則預估取得8至17席。此外，令和組與保守黨均有望於比例代表區取得複數席次，社民黨亦有機會透過比例席次入選。

  - JNN[141]
    - 自民、公明兩黨議席預料雙雙下滑，執政聯盟可能跌破過半所需的50席門檻。單一選區方面，自民黨領先席次減至8區。
    - 在野黨陣營於東北、四國等地的優勢選區增至15區，自民黨過往穩固的栃木、熊本等9區目前均陷入激戰。立民黨於選區預計可增加席次，維新會及令和組也預估將小幅提升。國民黨預計可望增加10席以上。參政黨則有望於比例代表大幅擴增席次，包含選區在內整體預估突破10席。保守黨亦可望取得新議席。共產黨席次預估減少，社民黨能否取得席次仍不明朗。

  - 產經新聞[142]
    - 自民黨在單一選區表現不振，可能僅獲得30席左右，成績恐將陷入低迷。公明黨亦在多個選區面臨激烈選戰，整體執政聯盟的席次恐將止步於40席上下。
    - 立民黨有望守住改選前的22席，並有可能小幅增席。國民黨則展現出強勁的成長勢頭，預期可將改選前的4席翻倍以上。參政黨在多個選區中成功打入主要政黨之爭，突破10席的可能性亦逐漸浮現。維新會在其大本營大阪亦陷入苦戰，所推出的兩位候選人是否能順利當選仍不明朗。

  - FNN[143]
    - 執政聯盟正面臨艱困的選戰，目標50席的達成情勢嚴峻。自民黨在在上一輪調查中於單一選區佔優，但目前已有近半數選區陷入與在野候選人的拉鋸戰，比例代表部分也難以維持改選前的19席，整體席次可能落在40席出頭。公明黨方面，在多數設有候選人的改選選區中，競爭也相當激烈，當選與否未明，即使加上比例部分，席次可能無法達到改選前的14席。
    - 在野黨陣營方面，立民黨於選區層面展現增勢，惟比例代表選情不振，預估整體席次將落在20席後段。維新會除地盤近畿地區外，難以擴展支持，預料維持現有約5席水準。共產黨雖於東京選區領先，但其餘選區與比例代表皆苦戰，整體席次可能減少。國民黨則於首都圈與東海地區占有優勢，比例得票也可望倍增，有望逼近其目標的16席。令和組在比例部分有望取得數席。參政黨於比例代表方面在全國聲勢上升，並於多個改選3席以上的選區中領先，有望挑戰兩位數席次。社民黨與保守黨也有望於比例代表中取得議席。
4. 7月12日～15日
  - 讀賣新聞[144]
    - 執政黨陣營此次可能無法達到過半門檻的50席，維持多數席次的局勢日益嚴峻。自民黨在單一選區中僅在4個區域處於領先，原本占優的群馬、岐阜、奈良等地已轉為膠著。雖然在複數選區中仍有望確保部分議席，但大阪選情特別不利，甚至出現跌破1989年創下的歷史最低36席的可能性。公明黨的選情同樣低迷，整體席次可能回落至歷史最低的9席水準。
    - 在野黨陣營方面，立民黨選情穩健，較選戰初期有所提升，於岩手、長野、三重等一人區具備優勢，合併比例代表席次後，爭取30席可期。國民黨維持強勁氣勢，有望大幅增席，突破16席目標亦具實現可能。參政黨持續擴大攻勢，總席次可望突破兩位數，在東京居於領先，並於埼玉、愛知、大阪等地展開激戰，在比例代表區亦展現強勢表現。相對地，維新會與令和組聲勢未見明顯上揚，共產黨則可能無法維持現有7席。保守黨有望於比例代表取得數席，社民黨則爭取1席進入國會。
    - 各政黨預估席次如下：
      - 自民黨：24～39席
      - 公明黨：7～13席
      - 立民黨：24～32席
      - 國民黨：12～25席
      - 參政黨：5～19席
      - 維新會：3～9席
      - 共產黨：2～5席
      - 令和組：2～5席
      - 保守黨：1～5席
      - 社民黨：0～1席
      - 無黨籍：8～9席

  - NNN[145]
    - 執政黨陣營的選情自序盤以來持續惡化。自民黨面臨苦戰的選區不斷增加，預估在選區與比例代表合計下，僅能維持在30席出頭。公明黨也難以確保既定的14席目標，目前正面臨是否能突破兩位數席次的邊緣攻防，執政聯盟整體難以維持過半優勢。
    - 在野陣營方面，立民黨保持上升勢頭，有望超越改選前的22席，挑戰30席以上。國民黨的氣勢同樣穩定，席次可望大幅增長，突破原定16席目標。維新會雖在大阪等地選區有望取得席次，但在關西以外地區及比例代表部分仍陷入瓶頸，難以進一步擴張，難達標6席以上的目標。共產黨選情低迷，恐跌破改選前的7席。令和組表現穩健，有機會在改選前的2席基礎上增加席次。參政黨自序盤以來支持度穩步上升，預估有望挑戰雙位數席次。保守黨在比例代表區有望取得複數議席。社民黨有可能透過比例分得一席。至於再生黨（日语：石丸伸二）、未來黨、NHK黨，目前尚看不到取得議席的跡象。
5. 7月13日～14日
  - 朝日新聞、ANN[146][147]
    - 自民、公明兩黨所組成的執政聯盟整體情勢較選戰初期更為不利，預計將難以維持改選前的125席。自民黨在比例代表部分亦面臨苦戰，選區與比例合計席次恐僅止步於30席出頭。公明黨則在東京以外的選區選情低迷，整體可能僅獲約9席，兩黨合計席次甚至可能無法達到50席。
    - 在野黨陣營方面，參政黨展現強勢上升趨勢，總席次可望逼近15席，其中在選區中可能獲得約7席，比例代表部分更有機會與其他在野黨競爭第一。立民黨則可望超越改選前的22席，有望取得約27席，主要在單一選區取得突破，但在比例代表選區表現平平。國民黨在選區方面未能明顯擺脫混戰局勢，然而在比例代表票數方面表現不俗，有望超越目標的16席。維新會整體席次與改選前的5席持平，成長空間有限；共產黨約為4席，令和組則預估可得3席左右。社民黨、保守黨、未來黨以及NHK黨亦有可能取得議席。

  - 共同通信[148]
    - 自民、公明兩黨所組成的執政聯盟選情艱困，維持原本125席的目標變得不甚樂觀。自民黨在選區與比例代表合計能否穩住40席仍處於拉鋸戰，其中在全國32個單一選區中，東北地區甚至面臨全軍覆沒的風險。
    - 在野黨方面，立民黨選情穩定，有望保持穩健進展；國民黨則預期將大幅增席。參政黨延續前次調查以來的氣勢，力拚突破兩位數席次。維新會則顯得停滯不前，未見明顯進展。
6. 7月13日～15日
  - 日本經濟新聞[149]
    - 自民、公明兩黨所組成的執政聯盟選情較起初預估更加艱困，預料將大幅減少席次，能否取得50席亦屬未定之數。
    - 國民黨與參政黨則氣勢強勁，雙方皆有望取得超過10席的成績。立民黨預計將維持目前22席的改選席次，選情呈現持平趨勢。維新會是否能達成6席以上的目標仍具不確定性；共產黨即使加上比例代表，能否達到5席也屬未知。另方面，令和組則有望維持3席左右。
7. 調査日不明（7月15日報導）
  - 時事通信[150]
    - 自民、公明兩黨所組成的執政聯盟目前選情不佳，能否與非改選議席合計達到過半數所需的50席，情勢尚不明朗。自民黨在32個一人區中大約在13區領先，但其中約半數為激戰區，特別是在東北、四國與九州等地，許多候選人落後於在野陣營。複數區方面，包括千葉、京都、兵庫等地亦未能確保優勢。比例代表選區方面，預料將由上屆的18席大幅減至約12席。公明黨除東京外在各選區皆處於當落線上，埼玉與愛知等地選情艱困，比例票部分亦恐難達上屆的6席，整體席次恐低於本次改選數14席。
    - 在野黨方面，立民黨預料將超越改選前的22席，在岩手、長野等傳統優勢地區以外，於福島與栃木等地亦有不錯表現，在約10個選區中領先自民。該黨在11個複數區中多處於有利位置，比例票部分亦有望增長，超越前次的7席。維新會在大阪的第二席，以及京都與兵庫選區皆陷入苦戰，比例票成長亦有限。共產黨有望守住東京一席，比例選區則與上次相同維持在3席。國民黨則在東京、静岡與愛知等複數區選情有望，在山梨與香川的一人區也表現良好，整體而言改選前為4席，本次有望增加10席以上。令和組在比例票方面預料可取得2至4席。參政黨則有望於東京等複數區當選，若比例票表現理想，有望取得兩位數席次。社民黨與保守黨也將力拚在比例區獲得議席。
8. 7月17日
  - 產經新聞[151]
    - 最新調查顯示，執政聯盟在東京、大阪、愛知等大票倉面臨苦戰，自民、公明席次恐難達50席過半。自民黨在多區提名雙人參選仍不利，比例票亦低迷，恐跌至30席。公明黨在關東與關西多區當落未定，維持現有14席難度極高。
    - 在野黨方面，立民黨有望突破30席，國民黨於北海道、愛知等地選情看漲，挑戰16席目標具可行性。參政黨則在多區強攻。維新會在大阪有望雙勝，但整體選情仍難以樂觀。

  - FNN[152]
    - 自民黨在選區與比例代表兩方面的選情自中盤以來持續惡化，整體席次恐將止步於30席上下。公明黨方面，所有在三席以上的選區所提名的候選人多數陷入激戰，勝負難分。比例代表部分亦顯示支持下滑，守住改選席次的希望渺茫。
    - 立民黨氣勢上揚，有望擴大席次並邁向30席大關。國民黨雖在多個選區呈現拉鋸態勢，但在比例代表中可望實現席次倍增，邁向目標的16席以上。維新預計僅能在近畿地區取得選區議席，地方外拓展有限。令和組於比例區可能取得約3席。參政黨聲勢持續上升，預估有望跨越兩位數門檻，甚至挑戰20席，但實際能否突破尚待觀察。社民黨仍在為比例代表的議席奮戰，保守黨則預估能於比例區取得約2席。

### 競選口號
| 政黨 | 政黨       | 日文 | 參考譯文                                         | 資料來源        |
| ---- | ---------- | ---- | ------------------------------------------------ | --------------- |
|      | 自由民主黨 |      | 一起讓日本動起來，一起讓生活富起來！             | [ 153 ]         |
|      | 立憲民主黨 |      | 無論物價如何飆漲，我們都會守護你的生活。         | [ 154 ]         |
|      | 公明黨     |      | 言必信，行必果。                                 | [ 155 ]         |
|      | 日本維新會 |      | 維新會，说到做到的力量。                         | [ 156 ] [ 157 ] |
|      | 日本共產黨 |      | 穩定物價、守護生活，建設和平、充满希望的新日本！ | [ 158 ]         |
|      | 國民民主黨 |      | 拿得多、過得好，這個夏天不一樣！                 | [ 159 ]         |
|      | 令和新選組 |      | 令和組以外还有谁？立刻废止消费税，发放更多現金！ | [ 160 ] [ 161 ] |
|      | 參政黨     |      | 日本人的第一ー參政黨！                           | [ 162 ]         |
|      | 社會民主黨 |      | 與其買飛彈，不如讓人民吃飽飯！                   | [ 163 ]         |
|      | 日本保守黨 |      | 減稅！立刻行動，不容拖延！                       |                 |
|      | 未來團隊   |      | 未來不該只是口號，而是值得相信的現實！           |                 |

### 政策綱領
| 政黨 | 政黨   | 政策綱領                                                                   |
| ---- | ------ | -------------------------------------------------------------------------- |
|      | 自民黨 | 2025年參院選舉承諾書 / 推動日本、豐富生活——令和7年自民黨參議院選舉政策綱領 |
|      | 立民黨 | 面向未來的選擇：2025政策指南 / 守護人民對抗物價上漲——立民黨2025政策手冊    |
|      | 公明黨 | 一起創造明日社會：2025政策願景                                             |
|      | 維新會 | 《政權公約2025：核心政策篇》──為了下一代，言出必行                         |
|      | 共產黨 | 2025年度參議院選舉政策方針                                                 |
|      | 國民黨 | 政策各論索引總表 / 增加實質收入的夏天：國民黨政策手冊                      |
|      | 令和組 | 為改變而立的政見書：政策宣言 / 更深入了解我們的主張：令和組政策詳細版      |
|      | 參政黨 | 《參院政策公約》：實踐國民聲音的具體藍圖                                   |
|      | 社民黨 | 社民黨2025參院公約：讓溫柔的政治成為主流                                   |
|      | 保守黨 | 《重點政策項目》──守護日本、改革未來                                       |
|      | 未來黨 | 邁向更好社會的起點：未來團隊政策1.0版                                      |

### 安倍晉三遇刺三週年

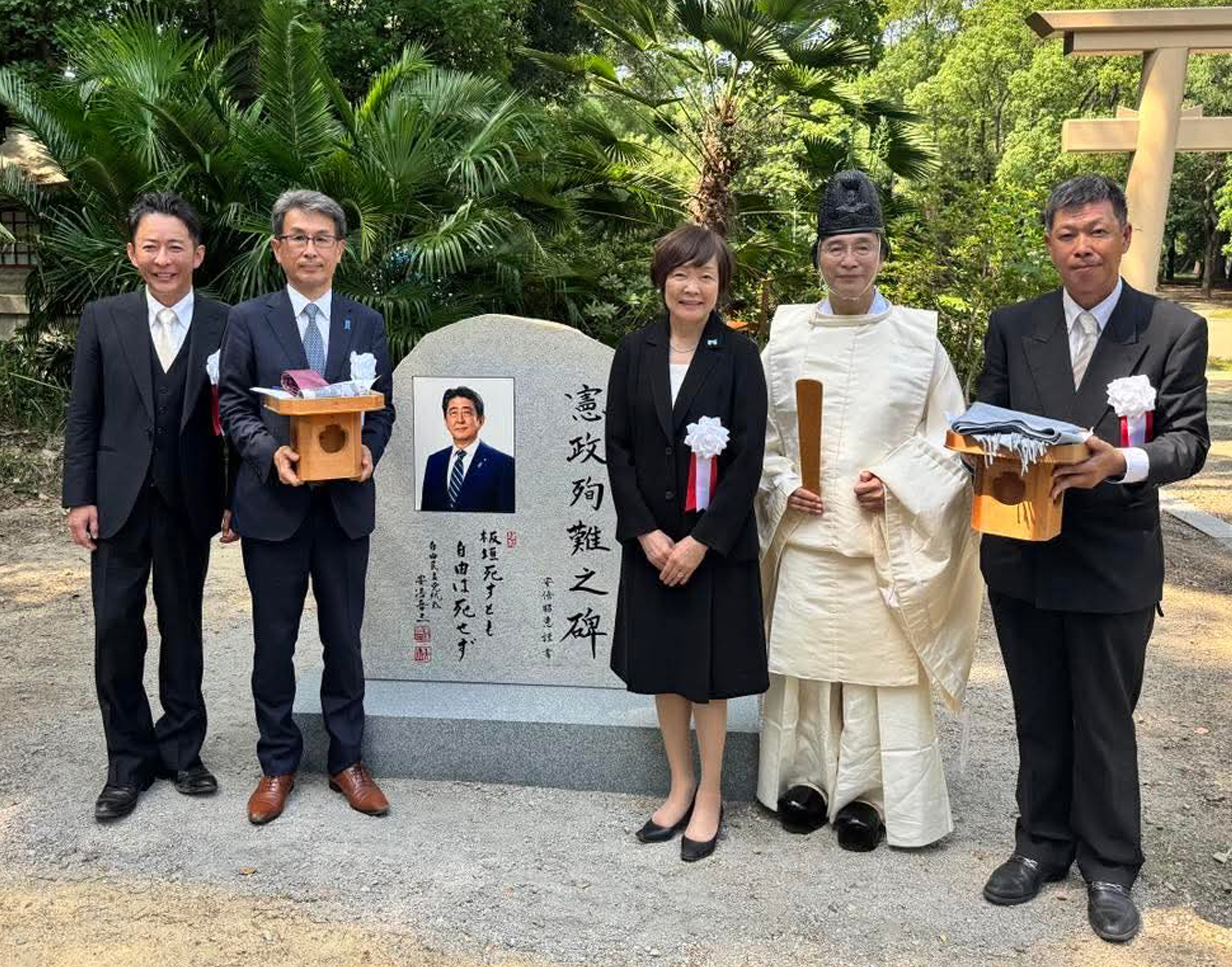
憲政殉難之碑（2025年7月6日）

2025年7月6日，於大阪護國神社安倍晉三顯彰碑『憲政殉難之碑』建立了。是安倍昭惠揮毫。
2025年7月8日，正值前首相安倍遇刺三週年，日本各地爆發反政府抗議與騷亂，事件達到高峰。與此同時，涉嫌行兇的被告預定於十月受審，此案揭露了執政黨議員與爭議性統一教會之間的關聯。據《每日新聞》報導，首相石破當天也在奈良縣大和西大寺車站前的事件現場獻上花束，現場並設有追悼用的獻花台。

### 參政黨崛起
7月3日正式展開選戰，然而日本記者俱樂部在前一日（7月2日）即已舉辦由各黨黨魁參與的辯論會。
極右政黨「參政黨」在民調中迅速崛起，對保守派執政的自民黨以及中間派傾向的國民黨造成衝擊。 選戰初期，各黨主要訴求集中在減稅、加薪及擴大福利等經濟政策。
參政黨的迅速成長，據傳獲得不少過去支持安倍時期自民黨的選民青睞，他們對歷任繼任首相感到失望。這場突如其來的聲勢被形容為「風暴之眼」。

## 選舉結果

### 選區結果一覽
| 每個選區中得票最高的政黨 | 每個選區中得票最高的政黨              | 每個選區中得票最高的政黨                                      | 每個選區中得票最高的政黨                 | 每個選區中得票最高的政黨  | 每個選區中得票最高的政黨           | 每個選區中得票最高的政黨 | 每個選區中得票最高的政黨                  | 每個選區中得票最高的政黨     | 每個選區中得票最高的政黨                                                | 每個選區中得票最高的政黨                | 每個選區中得票最高的政黨                |
| ------------------------ | ------------------------------------- | ------------------------------------------------------------- | ---------------------------------------- | ------------------------- | ---------------------------------- | ------------------------ | ----------------------------------------- | ---------------------------- | ----------------------------------------------------------------------- | --------------------------------------- | --------------------------------------- |
| 政黨                     | 自由民主黨                            | 立憲民主黨                                                    | 國民民主黨                               | 公明黨                    | 日本維新會                         | 參政黨                   | 日本共產黨                                | 令和新選組                   | 日本保守黨                                                              | 社會民主黨                              | 未来团队                                |
| 政黨                     |                                       |                                                               |                                          |                           |                                    |                          |                                           |                              |                                                                         |                                         |                                         |
| 黨魁                     | 石破茂                                | 野田佳彥                                                      | 玉木雄一郎                               | 齊藤鐵夫                  | 吉村洋文                           | 神谷宗幣                 | 田村智子                                  | 山本太郎                     | 百田尚樹                                                                | 福島瑞穂                                | 安野貴博                                |
| 黨魁                     | Ishiba Shigeru 20241001 (cropped).jpg | Yoshihiko Noda with Yoshio Tezuka 2025-07-19(3) (cropped).jpg | Yūichirō Tamaki 2025-05-05 (cropped).jpg | Tetsuo Saito 20211004.jpg | 大阪府 知事 吉村洋文 (cropped).jpg | 神谷宗幣①.jpg            | Tomoko Tamura 2024-10-26(4) (cropped).jpg | Taro Yamamoto 2025-05-11.jpg | Naoki Hyakuta cropped 2 Naoki Hyakuta and Kiyoaki Kawanami 20171029.jpg | Mizuho Fukushima 20250328 (cropped).jpg | Takahiro Anno 2024-7-6(1) (cropped).jpg |
| 改選席位                 | 39（31.20%）                          | 22（17.60%）                                                  | 17（13.60%）                             | 8（6.40%）                | 7（5.60%）                         | 14（11.20%）             | 3（2.40%）                                | 3（2.40%）                   | 2（1.60%）                                                              | 1（0.80%）                              | 1（0.80%）                              |
| 改選席位                 | 39 / 125                              | 22 / 125                                                      | 17 / 125                                 | 8 / 125                   | 7 / 125                            | 14 / 125                 | 3 / 125                                   | 3 / 125                      | 2 / 125                                                                 | 1 / 125                                 | 1 / 125                                 |
| 總席位                   | 101（40.73%）                         | 38（15.32%）                                                  | 22（8.87%）                              | 21（8.47%）               | 19（7.66%）                        | 15（6.05%）              | 7（2.82%）                                | 6（2.42%）                   | 2（0.81%）                                                              | 2（0.81%）                              | 1（0.40%）                              |
| 總席位                   | 101 / 248                             | 38 / 248                                                      | 22 / 248                                 | 21 / 248                  | 19 / 248                           | 15 / 248                 | 7 / 248                                   | 6 / 248                      | 2 / 248                                                                 | 2 / 248                                 | 1 / 248                                 |

### 選後議席
| ↓          |        |      |        |            |            |            |
| 101        | 21     | 32   | 15     | 19         | 22         | 38         |
| 自由民主黨 | 公明黨 | 其他 | 參政黨 | 日本維新會 | 國民民主黨 | 立憲民主黨 |

### 政黨席次一覽

各政黨當選席次圓餅圖

政黨改選席次率
政黨總席次率
得票率（小選舉區）
得票率（比例代表）
| 參議院席次 比例代表席次                |                        |                        |                        |                        |                 |          |                 |                 |          |           |             |         |  |
| 政黨                                   | 政黨                   | 獲得 議席              | 増減 (+/-)             | 小選舉區               | 小選舉區        | 小選舉區 | 比例代表        | 比例代表        | 比例代表 | 選前 席次 | 非改選 席次 | 總 席次 |  |
| 政黨                                   | 政黨                   | 獲得 議席              | 増減 (+/-)             | 議席                   | 得票数          | 得票率   | 議席            | 得票数          | 得票率   | 選前 席次 | 非改選 席次 | 總 席次 |  |
| 執政黨                                 | 執政黨                 | 47                     | ▼19                    | 31                     | 17,465,807.833  | 32.46%   | 16              | 18,018,876.175  | 30.44%   | 66        | 75          | 122     |  |
|                                        | 自由民主黨             | 39                     | ▼13                    | 27                     | 14,470,016.925  | 24.46%   | 12              | 12,808,306.775  | 21.64%   | 52        | 62          | 101     |  |
|                                        | 公明黨                 | 8                      | ▼6                     | 4                      | 3,175,790.908   | 5.37%    | 4               | 5,210,569.400   | 8.80%    | 14        | 13          | 21      |  |
| 在野黨及無黨籍                         | 在野黨及無黨籍         | 78                     | ▲27                    | 44                     | 41,507,837.905  | 67.56%   | 34              | 41,166,520.290  | 69.56%   | 51        | 48          | 126     |  |
|                                        | 立憲民主黨             | 22                     | ━                      | 15                     | 9,119,655.732   | 15.42%   | 7               | 7,397,456.292   | 12.50%   | 22        | 16          | 38      |  |
|                                        | 國民民主黨             | 17                     | ▲13                    | 10                     | 7,180,653.202   | 12.14%   | 7               | 7,620,492.852   | 12.88%   | 4         | 5           | 22      |  |
|                                        | 日本維新會             | 7                      | ▲1                     | 3                      | 3,451,834.000   | 5.84%    | 4               | 4,375,926.682   | 7.39%    | 6         | 12          | 19      |  |
|                                        | 參政黨                 | 14                     | ▲13                    | 7                      | 9,264,284.000   | 15.67%   | 7               | 7,425,053.580   | 12.55%   | 1         | 1           | 15      |  |
|                                        | 日本共產黨             | 3                      | ▼4                     | 1                      | 2,831,672.000   | 4.79%    | 2               | 2,864,738.498   | 4.84%    | 7         | 4           | 7       |  |
|                                        | 令和新選組             | 3                      | ▲1                     | 0                      | 1,881,606.000   | 3.18%    | 3               | 3,879,914.253   | 6.56%    | 2         | 3           | 6       |  |
|                                        | 日本保守党             | 2                      | ▲2                     | 0                      | 652,266.000     | 1.10%    | 2               | 2,982,093.455   | 5.04%    | 0         | 0           | 2       |  |
|                                        | 社会民主黨             | 1                      | ━                      | 0                      | 302,775.000     | 0.51%    | 1               | 1,217,823.169   | 2.06%    | 1         | 1           | 2       |  |
|                                        | 未來團隊               | 1                      | ▲1                     | 0                      | 956,674.002     | 1.62%    | 1               | 1,517,890.306   | 2.56%    | 0         | 0           | 1       |  |
|                                        | NHK黨                  | 0                      | ▼1                     | 0                      | 740,740.050     | 1.25%    | 0               | 682,626.375     | 1.15%    | 1         | 1           | 1       |  |
|                                        | 其餘政黨               | 0                      | ━                      | 0                      | 1,201,875.478   | 2.02%    | 0               | 1,202,504.828   | 2.03%    | 0         | 0           | 0       |  |
|                                        | 無黨籍                 | 8                      | ▲1                     | 8                      | 3,923,802.168   | 6.63%    | 不適用          | 不適用          | 不適用   | 7         | 5           | 13      |  |
|                                        | 空缺                   | 0                      | ▼8                     | －                     | －              | －       | －              | －              | －       | 7         | 1           | 0       |  |
| 總計                                   | 總計                   | 125                    | ▲1                     | 75                     | 59,153,645.465  | 100.0%   | 50              | 59,185,396.465  | 100.0%   | 124       | 124         | 248     |  |
| 有效票數                               | 有效票數               | 有效票數               | 有效票數               | 有效票數               | 59,153,646.000  | 97.59%   |                 | 59,185,735.000  | 97.65%   |           |             |         |  |
| 無效票數                               | 無效票數               | 無效票數               | 無效票數               | 無效票數               | 1,460,129.000   | 2.41%    | 1,422,497.000   | 2.35%           |          |           |             |         |  |
| 投票總數                               | 投票總數               | 投票總數               | 投票總數               | 投票總數               | 60,613,775.000  | －       |                 | 60,608,232.000  | －       |           |             |         |  |
| 不足數                                 | 不足數                 | 不足數                 | 不足數                 | 不足數                 | 1,101.000       | －       | 2,435.000       | －              |          |           |             |         |  |
| 投票者數（投票率）                     | 投票者數（投票率）     | 投票者數（投票率）     | 投票者數（投票率）     | 投票者數（投票率）     | 60,614,876.000  | 58.51%   |                 | 60,610,667.000  | 58.51%   |           |             |         |  |
| 國內投票者數（投票率）                 | 國內投票者數（投票率） | 國內投票者數（投票率） | 國內投票者數（投票率） | 國內投票者數（投票率） | 60,587,865.000  | 58.54%   | 60,583,507.000  | 58.54%          |          |           |             |         |  |
| 在外投票者數（投票率）                 | 在外投票者數（投票率） | 在外投票者數（投票率） | 在外投票者數（投票率） | 在外投票者數（投票率） | 27,011.000      | 26.90%   | 27,160.000      | 27.04%          |          |           |             |         |  |
| 棄權者數（棄權率）                     | 棄權者數（棄權率）     | 棄權者數（棄權率）     | 棄權者數（棄權率）     | 棄權者數（棄權率）     | 42,976,930.000  | 41.49%   |                 | 42,981,139.000  | 41.49%   |           |             |         |  |
| 國內棄權者數（棄權率）                 | 國內棄權者數（棄權率） | 國內棄權者數（棄權率） | 國內棄權者數（棄權率） | 國內棄權者數（棄權率） | 42,903,510.000  | 41.46%   | 42,907,868.000  | 41.46%          |          |           |             |         |  |
| 國外棄權者數（棄權率）                 | 國外棄權者數（棄權率） | 國外棄權者數（棄權率） | 國外棄權者數（棄權率） | 國外棄權者數（棄權率） | 73,420.000      | 73.10%   | 73,271.000      | 72.96%          |          |           |             |         |  |
| 選民數                                 | 選民數                 | 選民數                 | 選民數                 | 選民數                 | 103,591,806.000 | 100.0%   |                 | 103,591,806.000 | 100.0%   |           |             |         |  |
| 國內選民數（占比）                     | 國內選民數（占比）     | 國內選民數（占比）     | 國內選民數（占比）     | 國內選民數（占比）     | 103,491,375.000 | 99.90%   | 103,491,375.000 | 99.90%          |          |           |             |         |  |
| 國外選民數（占比）                     | 國外選民數（占比）     | 國外選民數（占比）     | 國外選民數（占比）     | 國外選民數（占比）     | 100,431.000     | 0.10%    | 100,431.000     | 0.10%           |          |           |             |         |  |
| 出典：参議院議員通常選挙結果調（速報） |                        |                        |                        |                        |                 |          |                 |                 |          |           |             |         |  |

選區投票率：58.51%（跟上屆比：▲ 6.46%）
【男性：59.27%（跟上屆比：▲ 7.00%） 女性：57.80%（跟上屆比：▲ 5.96%）】
比例代表投票率：58.51%（跟上屆比：▲ 6.47%）
【男性：59.27%（跟上屆比：▲ 7.01%） 女性：57.80%（跟上屆比：▲ 5.96%）】
- 獲得議席（125）・選区議席数（75）、包括東京選區（1）內不可連任的補選（合併選舉）的候選人。

| \| 得票率（小選舉區） \| 得票率（小選舉區） \| 得票率（小選舉區） \| 得票率（小選舉區） \| 得票率（小選舉區） \| \| ------------------ \| ------------------ \| ------------------ \| ------------------ \| ------------------ \| \| \| \| \| \| \| \| 自民黨 \| 自民黨 \| \| 24.46% \| 24.46% \| \| 參政黨 \| 參政黨 \| \| 15.67% \| 15.67% \| \| 立民黨 \| 立民黨 \| \| 15.42% \| 15.42% \| \| 國民黨 \| 國民黨 \| \| 12.14% \| 12.14% \| \| 無黨籍 \| 無黨籍 \| \| 6.63% \| 6.63% \| \| 維新會 \| 維新會 \| \| 5.84% \| 5.84% \| \| 公明黨 \| 公明黨 \| \| 5.37% \| 5.37% \| \| 共產黨 \| 共產黨 \| \| 4.79% \| 4.79% \| \| 令和組 \| 令和組 \| \| 3.18% \| 3.18% \| \| 未來黨 \| 未來黨 \| \| 1.62% \| 1.62% \| \| NHK黨 \| NHK黨 \| \| 1.25% \| 1.25% \| \| 保守黨 \| 保守黨 \| \| 1.10% \| 1.10% \| \| 社民黨 \| 社民黨 \| \| 0.51% \| 0.51% \| \| 其他 \| 其他 \| \| 2.02% \| 2.02% \| |        |  |        |        |
| 得票率（小選舉區） |        |  |        |        |
| |        |  |        |        |
| 自民黨 | 自民黨 |  | 24.46% | 24.46% |
| 參政黨 | 參政黨 |  | 15.67% | 15.67% |
| 立民黨 | 立民黨 |  | 15.42% | 15.42% |
| 國民黨 | 國民黨 |  | 12.14% | 12.14% |
| 無黨籍 | 無黨籍 |  | 6.63%  | 6.63%  |
| 維新會 | 維新會 |  | 5.84%  | 5.84%  |
| 公明黨 | 公明黨 |  | 5.37%  | 5.37%  |
| 共產黨 | 共產黨 |  | 4.79%  | 4.79%  |
| 令和組 | 令和組 |  | 3.18%  | 3.18%  |
| 未來黨 | 未來黨 |  | 1.62%  | 1.62%  |
| NHK黨 | NHK黨  |  | 1.25%  | 1.25%  |
| 保守黨 | 保守黨 |  | 1.10%  | 1.10%  |
| 社民黨 | 社民黨 |  | 0.51%  | 0.51%  |
| 其他 | 其他   |  | 2.02%  | 2.02%  |

| \| 得票率（比例代表） \| 得票率（比例代表） \| 得票率（比例代表） \| 得票率（比例代表） \| 得票率（比例代表） \| \| ------------------ \| ------------------ \| ------------------ \| ------------------ \| ------------------ \| \| \| \| \| \| \| \| 自民黨 \| 自民黨 \| \| 21.64% \| 21.64% \| \| 國民黨 \| 國民黨 \| \| 12.88% \| 12.88% \| \| 參政黨 \| 參政黨 \| \| 12.55% \| 12.55% \| \| 立民黨 \| 立民黨 \| \| 12.50% \| 12.50% \| \| 公明黨 \| 公明黨 \| \| 8.80% \| 8.80% \| \| 維新會 \| 維新會 \| \| 7.39% \| 7.39% \| \| 令和組 \| 令和組 \| \| 6.56% \| 6.56% \| \| 保守黨 \| 保守黨 \| \| 5.04% \| 5.04% \| \| 共產黨 \| 共產黨 \| \| 4.84% \| 4.84% \| \| 未來黨 \| 未來黨 \| \| 2.56% \| 2.56% \| \| 社民黨 \| 社民黨 \| \| 2.06% \| 2.06% \| \| 其他 \| 其他 \| \| 3.18% \| 3.18% \| |        |  |        |        |
| 得票率（比例代表） |        |  |        |        |
| |        |  |        |        |
| 自民黨 | 自民黨 |  | 21.64% | 21.64% |
| 國民黨 | 國民黨 |  | 12.88% | 12.88% |
| 參政黨 | 參政黨 |  | 12.55% | 12.55% |
| 立民黨 | 立民黨 |  | 12.50% | 12.50% |
| 公明黨 | 公明黨 |  | 8.80%  | 8.80%  |
| 維新會 | 維新會 |  | 7.39%  | 7.39%  |
| 令和組 | 令和組 |  | 6.56%  | 6.56%  |
| 保守黨 | 保守黨 |  | 5.04%  | 5.04%  |
| 共產黨 | 共產黨 |  | 4.84%  | 4.84%  |
| 未來黨 | 未來黨 |  | 2.56%  | 2.56%  |
| 社民黨 | 社民黨 |  | 2.06%  | 2.06%  |
| 其他 | 其他   |  | 3.18%  | 3.18%  |

| \| 參議院席次 \| 參議院席次 \| 參議院席次 \| 參議院席次 \| 參議院席次 \| \| ---------- \| ---------- \| ---------- \| ---------- \| ---------- \| \| \| \| \| \| \| \| 自民黨 \| 自民黨 \| \| 40.73% \| 40.73% \| \| 立民黨 \| 立民黨 \| \| 15.32% \| 15.32% \| \| 國民黨 \| 國民黨 \| \| 8.87% \| 8.87% \| \| 公明黨 \| 公明黨 \| \| 8.47% \| 8.47% \| \| 維新會 \| 維新會 \| \| 7.66% \| 7.66% \| \| 參政黨 \| 參政黨 \| \| 6.05% \| 6.05% \| \| 無黨籍 \| 無黨籍 \| \| 5.24% \| 5.24% \| \| 共產黨 \| 共產黨 \| \| 2.42% \| 2.42% \| \| 令和組 \| 令和組 \| \| 2.42% \| 2.42% \| \| 保守黨 \| 保守黨 \| \| 0.81% \| 0.81% \| \| 社民黨 \| 社民黨 \| \| 0.81% \| 0.81% \| \| 未來黨 \| 未來黨 \| \| 0.40% \| 0.40% \| \| NHK黨 \| NHK黨 \| \| 0.40% \| 0.40% \| |        |  |        |        |
| 參議院席次 |        |  |        |        |
| |        |  |        |        |
| 自民黨 | 自民黨 |  | 40.73% | 40.73% |
| 立民黨 | 立民黨 |  | 15.32% | 15.32% |
| 國民黨 | 國民黨 |  | 8.87%  | 8.87%  |
| 公明黨 | 公明黨 |  | 8.47%  | 8.47%  |
| 維新會 | 維新會 |  | 7.66%  | 7.66%  |
| 參政黨 | 參政黨 |  | 6.05%  | 6.05%  |
| 無黨籍 | 無黨籍 |  | 5.24%  | 5.24%  |
| 共產黨 | 共產黨 |  | 2.42%  | 2.42%  |
| 令和組 | 令和組 |  | 2.42%  | 2.42%  |
| 保守黨 | 保守黨 |  | 0.81%  | 0.81%  |
| 社民黨 | 社民黨 |  | 0.81%  | 0.81%  |
| 未來黨 | 未來黨 |  | 0.40%  | 0.40%  |
| NHK黨 | NHK黨  |  | 0.40%  | 0.40%  |

#### 各政黨當選人資訊
| 政黨                                   | 政黨       | 總計  | 差別 | 差別 | 差別 | 男性 | 女性 | 選区 | 選区 | 選区 | 選区 | 選区 | 選区 | 比例 | 比例 | 比例 | 比例 | 比例 | 比例 |
| 政黨                                   | 政黨       | 總計  | 現任 | 以前 | 新任 | 男性 | 女性 | 總計 | 現任 | 以前 | 新任 | 男性 | 女性 | 總計 | 現任 | 以前 | 新任 | 男性 | 女性 |
| -------------------------------------- | ---------- | ----- | ---- | ---- | ---- | ---- | ---- | ---- | ---- | ---- | ---- | ---- | ---- | ---- | ---- | ---- | ---- | ---- | ---- |
|                                        | 自由民主党 | 39    | 26   | 1    | 12   | 32   | 7    | 27   | 20   | 0    | 7    | 23   | 4    | 12   | 6    | 1    | 5    | 9    | 3    |
|                                        | 立憲民主黨 | 21+1  | 14+1 | 3    | 4    | 10   | 11+1 | 14+1 | 10+1 | 1    | 3    | 7    | 7+1  | 7    | 4    | 2    | 1    | 3    | 4    |
|                                        | 國民民主黨 | 17    | 4    | 0    | 13   | 12   | 5    | 10   | 1    | 0    | 9    | 6    | 4    | 7    | 3    | 0    | 4    | 6    | 1    |
|                                        | 參政黨     | 14    | 1    | 0    | 13   | 7    | 7    | 7    | 0    | 0    | 7    | 2    | 5    | 7    | 1    | 0    | 6    | 5    | 2    |
|                                        | 公明黨     | 8     | 4    | 0    | 4    | 8    | 0    | 4    | 3    | 0    | 1    | 4    | 0    | 4    | 1    | 0    | 3    | 4    | 0    |
|                                        | 日本維新會 | 7     | 2    | 0    | 5    | 4    | 3    | 3    | 0    | 0    | 3    | 2    | 1    | 4    | 2    | 0    | 2    | 2    | 2    |
|                                        | 日本共産黨 | 3     | 2    | 0    | 1    | 1    | 2    | 1    | 1    | 0    | 0    | 0    | 1    | 2    | 1    | 0    | 1    | 1    | 1    |
|                                        | 令和新選組 | 3     | 1    | 0    | 2    | 1    | 2    | 0    | 0    | 0    | 0    | 0    | 0    | 3    | 1    | 0    | 2    | 1    | 2    |
|                                        | 日本保守黨 | 2     | 0    | 0    | 2    | 2    | 0    | 0    | 0    | 0    | 0    | 0    | 0    | 2    | 0    | 0    | 2    | 2    | 0    |
|                                        | 社會民主黨 | 1     | 0    | 0    | 1    | 1    | 0    | 0    | 0    | 0    | 0    | 0    | 0    | 1    | 0    | 0    | 1    | 1    | 0    |
|                                        | 未來團隊   | 1     | 0    | 0    | 1    | 1    | 0    | 0    | 0    | 0    | 0    | 0    | 0    | 1    | 0    | 0    | 1    | 1    | 0    |
|                                        | 無黨籍     | 8     | 4    | 0    | 4    | 4    | 4    | 8    | 4    | 0    | 4    | 4    | 4    | －   | －   | －   | －   | －   | －   |
| 総計                                   | 総計       | 124+1 | 58+1 | 4    | 62   | 83   | 41+1 | 74+1 | 39+1 | 1    | 34   | 48   | 26+1 | 50   | 19   | 3    | 28   | 35   | 15   |
| 出典：参議院議員通常選挙結果調（速報） |            |       |      |      |      |      |      |      |      |      |      |      |      |      |      |      |      |      |      |

- （+1）是東京選區（1）的非連任補選（合併選舉）的當選者。

所有都道府縣的投票率均高於上屆參議院選舉。
提前投票人數（按選區計算）為26,182,089人，創下新高，高於2022年參議院選舉的19,613,000人的紀錄。
當選的女性人數達到42人，創歷史新高，佔比首次達到30%。。

#### 各選區結果
| 選區           | 總 席次 | 贏得席次 | 贏得席次 | 贏得席次 | 贏得席次 | 贏得席次 | 贏得席次 | 贏得席次 | 贏得席次 | 贏得席次 | 贏得席次 | 贏得席次 | 贏得席次 |  |  |
| 選區           | 總 席次 | 自民党   | 立民黨   | 國民黨   | 參政黨   | 公明黨   | 維新會   | 共產黨   | 令和組   | 保守黨   | 未來黨   | 社民黨   | 無黨籍   |  |  |
| -------------- | ------- | -------- | -------- | -------- | -------- | -------- | -------- | -------- | -------- | -------- | -------- | -------- | -------- |  |  |
| 選區           | 總 席次 | 愛知縣   | 4        | 1        | 1        | 1        | 1        |          |          |          |          |          |          |  |  |
| 秋田縣         | 1       |          |          |          |          |          |          |          |          |          |          |          | 1        |  |  |
| 青森縣         | 1       |          | 1        |          |          |          |          |          |          |          |          |          |          |  |  |
| 千葉縣         | 3       | 1        | 1        | 1        |          |          |          |          |          |          |          |          |          |  |  |
| 愛媛縣         | 1       |          |          |          |          |          |          |          |          |          |          |          | 1        |  |  |
| 福井縣         | 1       | 1        |          |          |          |          |          |          |          |          |          |          |          |  |  |
| 福岡縣         | 3       | 1        |          |          | 1        | 1        |          |          |          |          |          |          |          |  |  |
| 福島縣         | 1       | 1        |          |          |          |          |          |          |          |          |          |          |          |  |  |
| 岐阜縣         | 1       | 1        |          |          |          |          |          |          |          |          |          |          |          |  |  |
| 群馬縣         | 1       | 1        |          |          |          |          |          |          |          |          |          |          |          |  |  |
| 廣島縣         | 2       | 1        | 1        |          |          |          |          |          |          |          |          |          |          |  |  |
| 北海道         | 3       | 2        | 1        |          |          |          |          |          |          |          |          |          |          |  |  |
| 兵庫縣         | 3       | 1        |          |          |          | 1        |          |          |          |          |          |          | 1        |  |  |
| 茨城縣         | 2       | 1        |          |          | 1        |          |          |          |          |          |          |          |          |  |  |
| 石川縣         | 1       | 1        |          |          |          |          |          |          |          |          |          |          |          |  |  |
| 岩手縣         | 1       |          | 1        |          |          |          |          |          |          |          |          |          |          |  |  |
| 香川縣         | 1       |          |          | 1        |          |          |          |          |          |          |          |          |          |  |  |
| 鹿兒島縣       | 1       |          |          |          |          |          |          |          |          |          |          |          | 1        |  |  |
| 神奈川县       | 4       | 1        | 1        | 1        | 1        |          |          |          |          |          |          |          |          |  |  |
| 熊本縣         | 1       | 1        |          |          |          |          |          |          |          |          |          |          |          |  |  |
| 京都府         | 2       | 1        |          |          |          |          | 1        |          |          |          |          |          |          |  |  |
| 三重縣         | 1       |          | 1        |          |          |          |          |          |          |          |          |          |          |  |  |
| 宮城縣         | 1       |          | 1        |          |          |          |          |          |          |          |          |          |          |  |  |
| 宮崎縣         | 1       |          | 1        |          |          |          |          |          |          |          |          |          |          |  |  |
| 長野縣         | 1       |          | 1        |          |          |          |          |          |          |          |          |          |          |  |  |
| 長崎縣         | 1       | 1        |          |          |          |          |          |          |          |          |          |          |          |  |  |
| 奈良縣         | 1       | 1        |          |          |          |          |          |          |          |          |          |          |          |  |  |
| 新潟縣         | 1       |          | 1        |          |          |          |          |          |          |          |          |          |          |  |  |
| 大分縣         | 1       |          | 1        |          |          |          |          |          |          |          |          |          |          |  |  |
| 沖繩縣         | 1       |          |          |          |          |          |          |          |          |          |          |          | 1        |  |  |
| 岡山縣         | 1       | 1        |          |          |          |          |          |          |          |          |          |          |          |  |  |
| 大阪府         | 4       |          |          |          | 1        | 1        | 2        |          |          |          |          |          |          |  |  |
| 佐賀縣         | 1       | 1        |          |          |          |          |          |          |          |          |          |          |          |  |  |
| 埼玉縣         | 4       | 1        | 1        | 1        | 1        |          |          |          |          |          |          |          |          |  |  |
| 滋賀縣         | 1       | 1        |          |          |          |          |          |          |          |          |          |          |          |  |  |
| 靜岡縣         | 2       | 1        |          | 1        |          |          |          |          |          |          |          |          |          |  |  |
| 栃木縣         | 1       | 1        |          |          |          |          |          |          |          |          |          |          |          |  |  |
| 德島縣– 高知縣 | 1       |          |          |          |          |          |          |          |          |          |          |          | 1        |  |  |
| 東京都         | 7       | 1        | 1        | 2        | 1        | 1        |          | 1        |          |          |          |          |          |  |  |
| 鳥取縣– 島根縣 | 1       | 1        |          |          |          |          |          |          |          |          |          |          |          |  |  |
| 富山縣         | 1       |          |          | 1        |          |          |          |          |          |          |          |          |          |  |  |
| 和歌山縣       | 1       |          |          |          |          |          |          |          |          |          |          |          | 1        |  |  |
| 山形縣         | 1       |          |          |          |          |          |          |          |          |          |          |          | 1        |  |  |
| 山口縣         | 1       | 1        |          |          |          |          |          |          |          |          |          |          |          |  |  |
| 山梨縣         | 1       |          |          | 1        |          |          |          |          |          |          |          |          |          |  |  |
| 全国           | 50      | 12       | 7        | 7        | 7        | 4        | 4        | 2        | 3        | 2        | 1        | 1        |          |  |  |
| 总计           | 125     | 39       | 22       | 17       | 14       | 8        | 7        | 3        | 3        | 2        | 1        | 1        | 8        |  |  |

### 當選議員

#### 選區
自由民主黨   公明黨   立憲民主黨   日本維新會   國民民主黨   日本共產黨   參政黨   無黨籍 
| 改選數4席以上 | 改選數4席以上 | 改選數4席以上 | 改選數4席以上 | 改選數4席以上 | 改選數4席以上 | 改選數4席以上 | 改選數4席以上 |
| ------------- | ------------- | ------------- | ------------- | ------------- | ------------- | ------------- | ------------- |
| 東京都        | 鈴木大地      | 鹽入清香      | 牛田茉友      | 川村雄大      | 奥村祥大      | 吉良佳子      | 鹽村文夏      |
| 神奈川縣      | 牧山弘惠      | 籠島彰宏      | 脇雅昭        | 初鹿野裕樹    |               |               |               |
| 埼玉縣        | 村井英樹      | 江原久美子    | 熊谷裕人      | 大津力        |               |               |               |
| 愛知縣        | 水野孝一      | 田島麻衣子    | 杉本純子      | 酒井庸行      |               |               |               |
| 大阪府        | 佐佐木理江    | 岡崎太        | 宮出千慧      | 杉久武        |               |               |               |

| 改選數3席 | 改選數3席  | 改選數3席 | 改選數3席 |
| --------- | ---------- | --------- | --------- |
| 北海道    | 高橋春美   | 勝部賢志  | 岩本剛人  |
| 千葉縣    | 小林沙耶香 | 長濱博行  | 石井準一  |
| 兵庫縣    | 泉房穗     | 高橋光男  | 加田裕之  |
| 福岡縣    | 松山政司   | 中田優子  | 下野六太  |

| 改選數2席 | 改選數2席 | 改選數2席 | 改選數2席 | 改選數2席  | 改選數2席 |
| --------- | --------- | --------- | --------- | ---------- | --------- |
| 茨城縣    | 上月良祐  | 櫻井祥子  | 静岡縣    | 榛葉賀津也 | 牧野京夫  |
| 京都府    | 新實彰平  | 西田昌司  | 廣島縣    | 西田英範   | 森本真治  |

| 改選數1席 | 改選數1席  | 改選數1席 | 改選數1席  | 改選數1席 | 改選數1席 | 改選數1席 | 改選數1席 | 改選數1席  | 改選數1席  |
| --------- | ---------- | --------- | ---------- | --------- | --------- | --------- | --------- | ---------- | ---------- |
| 青森縣    | 福士珠美   | 岩手縣    | 橫澤高德   | 宮城縣    | 石垣典子  | 秋田縣    | 寺田靜    | 山形縣     | 芳賀道也   |
| 福島縣    | 森雅子     | 栃木縣    | 高橋克法   | 群馬縣    | 清水真人  | 山梨縣    | 後藤齋    | 新潟縣     | 打越咲良   |
| 富山縣    | 庭田幸恵   | 石川縣    | 宮本周司   | 福井縣    | 瀧波宏文  | 長野縣    | 羽田次郎  | 岐阜縣     | 若井敦子   |
| 三重縣    | 小島智子   | 滋賀縣    | 宮本和宏   | 奈良縣    | 堀井巖    | 和歌山縣  | 望月良男  | 鳥取、島根 | 出川桃子   |
| 岡山縣    | 小林孝一郎 | 山口縣    | 北村經夫   | 香川縣    | 原田秀一  | 愛媛縣    | 永江孝子  | 德島、高知 | 廣田一     |
| 佐賀縣    | 山下雄平   | 長崎縣    | 古賀友一郎 | 熊本縣    | 馬場成志  | 大分縣    | 吉田忠智  | 宮崎縣     | 山内佳菜子 |
| 鹿兒島縣  | 尾辻朋實   | 沖繩縣    | 高良沙哉   |           |           |           |           |            |            |

#### 比例區
自由民主黨   公明黨   立憲民主黨   日本維新會   國民民主黨   日本共產黨   參政黨   日本保守黨  未來團隊   令和新選組   社會民主黨 
| 1-10  | 舞立昇治 | 田村麻美 | 梅村瑞穗 | 蓮舫       | 福山守   | 平木大作 | 嘉田由紀子 | 犬童周作   | 伊勢崎賢治 | 濱野喜史 |
| 11-20 | 安達悠司 | 岸真紀子 | 山田太郎 | 北村晴男   | 小池晃   | 司隆史   | 見坂茂範   | 礒崎哲史   | 安藤裕     | 吉川沙織 |
| 21-30 | 石井惠   | 東野秀樹 | 木村英子 | 伊藤辰夫   | 松田学   | 水岡俊一 | 橋本聖子   | 佐佐木雅文 | 釜萢敏     | 足立康史 |
| 31-40 | 安野貴博 | 百田尚樹 | 岩本麻奈 | 小澤雅仁   | 柴田巧   | 白川容子 | 有村治子   | 原田大二郎 | 奥田芙美代 | 石田昌宏 |
| 41-50 | 平戶航太 | 山中泉   | 郡山玲   | 拉沙爾石井 | 本田顯子 | 石平     | 山田吉彦   | 鈴木宗男   | 後藤翔太   | 森裕子   |

## 選舉分析
此次選舉女性議員人數創歷史新高，達到42人，超過了2019年的35人。然而，女性議員在議院中的比例僅為29.1%，低於政府設定的35%的選舉目標。

### 執政黨
此次選舉執政黨贏得了47席，加上未改選的議席（75席），執政黨共獲得122席，未達到所需的125席的多數席次。這是自民黨自1955年成立以來，首次由自民黨領導的政府在眾議院和參議院均未獲得多數席次。
在比例代表制中，自民黨和公明黨的總得票率從2022年選舉的46%大幅下降至30%，這是自1983年選舉引入比例代表制以來執政黨的最低得票率。

#### 自由民主黨
自民黨遭遇嚴重挫敗，不僅在選區與比例代表選舉雙雙失利，總議席數也從上屆改選的52席驟減至39席，為歷來第三差的選舉結果，僅高於1989年與2007年。
在選區方面，自民黨僅獲得14席，敗給非自民黨候選人的18席，成績為14勝18敗，首次在此類選區中落於下風。相較於2022年時的28勝4敗，自民黨在本次選舉中的席次大幅減少，創下自2016年一人區設為32個以來的最低紀錄。（不過其中1席則由親執政陣營的無黨籍人士當選。）
自民黨雖然在鳥取縣、島根縣（自民黨黨魁石破的家鄉）、福井縣和山口縣獲勝，但在四國失去了所有席位，在東北地區則以一勝五負的成績結束選舉。
自民黨也失守多個傳統保守票倉，包括大阪、香川與鹿兒島，前者是27年來首次失利，後兩者更是分別自18年及自設為1人區以來首度失守，和歌山則由於黨內大老二階俊博再次落選，更加凸顯黨勢衰退。東京選區亦未能全勝，前厚生勞動大臣武見敬三落選；比例名單上則有前參議院議長山東昭子與代理幹事長佐藤正久未能當選，顯示黨內核心人士亦難保席位。
比例代表得票率亦創下歷史新低，僅獲得1280萬票，得票率佔21.64%，較上次選舉減少約180萬票，更比上屆減少約545萬票，最終僅獲12席，與2010年並列為該黨比例代表表現最差的紀錄。

#### 公明黨
與此同時，公明黨同樣面臨重大挫敗，最終只獲得選區與比例各4席，總計8席，為該黨歷來最差成績，與上屆改選的14席相比大幅減少。
選區方面，在埼玉、神奈川與愛知等都市型選區皆遭遇敗績，尤其神奈川更僅以5,289票之差敗給參政黨候選人，反映其傳統組織票在新興勢力衝擊下出現鬆動。
比例代表方面，雖設定700萬票為目標，最終僅得521萬票，較上次選舉減少約75萬票，更比上屆減少約100萬票，且得票率僅佔8.80%，首度跌破10%，為該黨發展以來首次。

### 在野黨
此次選舉在野黨贏得了78席，加上未改選的議席（48席），在野黨共獲得126席，達到所需的125席的多數席次。
但由於各黨理念不合，組成聯合政府的可能性較為低迷，且在部分選區中，非自民候選人數眾多，導致票源分散，自民黨候選人反而在分裂局面中脫穎而出。若立民、國民、維新、共產、令和組能在所有一人區完成候選人整合，理論上可將勝選席次推高20席。然而實際上，像是栃木（立民與共產）、滋賀（國民、維新、共產）、奈良（立民、國民、維新、共產）等地，皆出現野黨票源分裂、相互拉扯而全數落敗的情況。只有在秋田、山形、德島、高知、愛媛、鹿兒島、沖繩等地，皆由在野共推候選人勝選。

#### 立憲民主黨
此次選舉立民黨表現雖無明顯突破，仍穩住在野黨第一地位。最終在選區取得15席、比例7席，合計22席，未能實現議席增長的選前目標。
在1人選區方面，立民黨拿下8席，較上屆增加6席，並在岩手、宮城、新潟、長野與三重等地獲得議席，且成功從自民黨手中奪下青森、宮崎與大分三席；但在複數選區則面臨來自其他在野黨的激烈競爭，茨城與福岡由國民黨奪下，東京則被參政黨擊敗。原有兩名現任議員中，僅一人成功當選（且為三年任期的補選席次），突顯該黨在大都市的支持力不穩。且該黨在全國總票數僅排名第三，居自民黨和參政黨之後。
比例票部分亦表現平平，得到了約740萬票，得票率佔12.50%，僅居自民黨、國民黨、參政黨之後，位列第四，雖比上屆增加約67萬票，但較上次選舉減少了約400萬票，與其作為最大在野黨的地位出現落差。

#### 國民民主黨
國民黨在選前面臨候補者擁立爭議而一度引發黨勢下滑的憂慮，但最終實現強勁反彈。選舉區取得10席、比例代表獲得7席，合計17席，為改選前4席的四倍以上，成功超越黨魁玉木所設定的16席目標。加計非改選的5席，該黨已確保參議院內21席以上，首次具備單獨提出附帶預算法案的權限。
選區方面在除大阪外的所有4人區均有斬獲，東京更成功奪得2席。2人區的靜岡選區中，幹事長榛葉賀津也與六年前相比得票大幅增加，以最高票當選。1人區方面，國民黨不僅於保守地盤富山獲勝，亦於黨魁家鄉香川與山梨贏得議席，共奪得3席，增加2席。在全國總票數排名第四，居自民黨、參政黨、立民黨之後。
比例得票亦位居全體在野黨之首，共取得762萬票，得票率佔12.88%，較上次選舉增加約145萬票，更比上屆增加約447萬票，僅居自民黨之後，是創黨以來最佳成績。

#### 日本維新會
維新會則在本次選舉中小幅前進，從改選前的6席增至7席，略為增長。
在地盤大阪順利守住2席，且在京都亦首次取得議席，但在兵庫失利，影響其在關西的全面掌控，總共取得3席。
比例代表方面，取得4席，達成選前設定的基本目標。然而，該黨在2022年比例票曾以約785萬票居在野黨之首，本屆僅得438萬票，得票率僅佔7.39%，得票數幾近腰斬，比上次選舉也減少約75萬票，反映其在全國擴張策略上仍面臨挑戰。

#### 參政黨
參政黨則為本次選舉中成長最為迅速的新興勢力之一，選舉區與比例代表各取得7席，總計14席，雖未能達成最終盤所設定的20席目標，仍遠超過原定6席的起始目標。
該黨在東京與福岡皆獲勝，並成功於全部4人區贏得議席，甚至在2人區茨城擊敗立民黨現任，突顯其急速上升的聲勢。此外，參政黨於全國所有選區均有派出候選人，不僅使其選區總得票數為在野黨第一，全國總票數亦排名第二，僅居自民黨之後。
雖然參政黨在所有1人選區皆有提名，卻未能於任何一人區當選，但作為保守派與無黨派選民的選項之一，某種程度削弱了自民黨的支持，間接促使非自民候選人受益。根據《朝日新聞》的出口調查，無黨派選民在一人區中支持自民黨的比例，較2022年下降逾10個百分點；投給參政黨的比例則增加超過一倍。
而在比例代表方面，該黨共取得743萬票，得票率佔12.88%，較上次選舉增加約556萬票，更比上屆增加約567萬票，為全國第三，僅居自民黨與國民黨之後，並於除秋田外的所有都道府縣得票率皆超過10%，在大阪更以第二高票緊追維新會之後。所有選區候選人皆達沒收點門檻以上，證明其基層動員力與號召力正迅速擴張。其參議院席次已達提交預算外法案的門檻。

#### 日本共產黨
共產黨則在本次選舉中大幅縮水，選舉結果僅獲得選區1席、比例2席，共計3席，較上屆改選前的7席腰斬有餘。加上非改選席次，該黨目前在參議院總席次僅剩7席，失去單獨提出法案的門檻。
在選區方面，儘管在東京保住1席，但於埼玉與京都失利，喪失過往的據點。
比例票方面亦不理想，僅得約286萬票，較上次選舉減少約50萬票，更比上屆減少約75萬票，且得票率僅佔4.84%，首度跌破5%，為1968年以來首次。顯示黨內長期以來的高齡化問題與組織力衰退已無法逆轉。

#### 令和新選組
令和組方面，本次選舉於比例代表中共獲得388萬票，較上次選舉增加約7萬票，更比上屆增加約155萬票，得票率達6.56%，成功取得3席，加上非改選席次，該黨目前在參議院總席次拿下6席。
選區方面則以188萬票、3.18%的得票率未能奪得任何議席。雖選區成績未見突破，但整體得票表現顯著優於上屆，且是該黨第一次選區拿下超過百萬票，而比例票增長也使其成為國會中規模擴大的小黨之一。

#### 日本保守黨
保守黨首次參與參議院選舉即獲得亮眼表現，雖然在選區沒有取得任何席次，但在比例代表中由北村晴男以全體候選人中最高的約97萬票當選，總共獲得298萬票，較上次選舉增加約185萬票，得票率達5.04%，與黨魁百田共同取得2席，成功進入參議院。
如果加上眾議院席次，該黨在本次選舉後在國會總共擁有5名議員，正式符合《公職選舉法》規定的兩項政黨要件，正式躋身為國政政黨。

#### 社會民主黨
社民黨則在選區也沒有取得任何席次，不過於比例代表中由藝人出身的候選人拉沙爾石井成功當選，獲得1席，加上未改選議席總共得到2席。
得票總數為121萬票，雖較上屆減少約4萬票，不過比上次選舉增加約28萬票，得票率達2.06%，雖未能擴大勢力，也沒有達到過去高峰，但仍成功維持政黨要件，得以繼續享有政黨補助與候選資格等法定地位。

#### 未來團隊
新興政黨未來黨的黨魁安野於比例代表中成功當選，獲得該黨創黨以來首個國會議席。
該黨在選區投票中達到了95萬票，得票率達1.62%，而在比例票中取得150萬票，得票率達2.56%，超越了社民黨，且首次達成《公職選舉法》所規定的政黨要件，正式成為國政政黨。

#### 其餘政黨
相較之下，「再生黨」、「NHK黨」等其他政黨則未能取得任何議席，全面敗北。其中NHK黨未能突破2%的比例得票門檻，正式失去其創黨以來所持有的政黨資格。
無黨軍候選人方面，共有8人當選，表現亮眼。鹿兒島選區中，自民黨前參議院議長尾辻秀久之女、獲立民黨推薦的尾辻朋實成功當選；兵庫選區則由曾任明石市長的泉房穗以80萬票壓倒性勝選，得票為第二名之兩倍，顯示其個人動員力極強，亦獲得立民地方組織推薦。在和歌山選區中，由自民內部保守分裂引發的對決中，獲得世耕弘成支持的望月良男成功擊敗自民公認、二階俊博之子二階伸泰，成為少數未獲主要政黨推薦而能當選的無所屬候選人之一。除望月外，其餘7名當選者皆屬在野黨系無黨籍，反映選民對黨派以外選項的需求正在升高。

## 選後反應

### 執政黨

#### 自由民主黨
首相石破在選後記者會上表示，自民黨「受到國民極為嚴厲的審判」，並將敗選原因歸咎於「政治改革、通貨膨脹以及與外國人相關的議題」，以及未能向選民提出「明確而有衝擊力的政策」。
他也坦言自己「對此次選舉結果負有沉重責任」，但表示沒有辭職打算，並強調：「我必須繼續履行對國家與國民的責任，以免讓政治陷入停滯。」
不過在投票結束後不久，執政的自民黨內部隨即展開討論，是否應由石破茂繼續擔任黨總裁。其中，前首相、現任自民黨國會議員麻生太郎更明言，自己「無法接受」石破繼續擔任首相一職。
2025年7月23日，《每日新聞》與《產經新聞》報導稱，石破計劃於8月下旬，即二戰結束80週年紀念活動之後，正式辭去首相與自民黨總裁職務。《時事通信社》亦報導，根據自民黨高層匿名人士透露，石破將待黨內完成選舉結果檢討後辭職。 然而，石破本人於同日在自民黨總部舉行的記者會中否認了相關傳言。

#### 公明黨
7月21日投開票結束後，公明黨黨魁齋藤在黨本部記者會上坦承，雖然目標是維持改選14席，但實際席次減少，對此「感到重大責任」，並表示需全面檢討選戰策略與基層組織動員，但未提及是否留任。
7月24日，齊藤於黨內會議上再次公開道歉，承認「失去了能肩負重任的優秀人才，責任在我」，並承諾將透過全國研討及廣泛聽取黨員意見，推動黨內改革與重建，打造「全新的公明黨」。
7月31日，齊藤於黨中央幹事會宣布，將於8月完成選舉結果的全面總結，並於9月提出黨再生方針。
而在7月21日與首相石破會談後，齋藤表示：「從克服國家危機的角度來看，公明黨希望繼續與石破政府合作。最重要的是，他呼籲自民黨合作實現公明黨作為參議院選舉優先政策制定的獎學金減稅。」並強調：「我希望自民黨作為聯盟的合作夥伴合作實現它。」彰顯公明黨仍願意與自民黨組成聯合政府，支援石破政權的延續，尤其在應對政策和國際談判上。
針對自民黨內部要求首相石破辭職的傳聞，齋藤在7月25日的記者會也明確指出：「自民黨黨內應該建立支持石破總理的體制，以強力推進對美國關稅等議題的交涉。」並且在朝野領導人就日美關稅談判進行會晤時，他要求「石破首相應直接與川普總統會面，並達成最終協定」。

### 在野黨

#### 立憲民主黨
在2025年7月21日的記者會上，立民黨黨魁野田對支持者表達感謝，並表示本次選舉中黨內正式提名的候選人成績大致持平，但若將推薦候選人納入，則可視為黨勢略有前進。他強調，在一人區在野黨能取得18席，是透過協調與合作的成果，並指出選民對執政黨的政策表達出明確不滿。
野田也提到，未來將推動與其他政黨在具體政策上的合作，優先實現包括廢除汽油暫定稅率等具體改革，並強調：「基於我們作為眾議院和參議院第二大黨擁有實際權力的前提，我們將呼籲其他在野黨團結起來」。
而針對首相石破可能辭職的傳聞，野田在7月23日對媒體表示，如果石破首相能明確表明辭職時程，「與在野党間的討論會議可以加速」。 7月30日，他於新潟縣視察水田乾旱現場後受訪指出，如果要呼籲首相下台，「農林水產副大臣笹川博義自己應先請辭」，並批評自民黨專注於內部政治鬥爭而忽略國民實際問題。他強調政黨目前更應優先處理災害與民生議題，不應沉溺於政治鬥爭之中。

#### 國民民主黨
在2025年7月21日晚間的開票記者會中，國民黨黨魁玉木表示，政黨目前已確保16席，結合非改選議席後，已達成足以提出預算法案的21席門檻。
他指出，選民普遍期待提升手取收入，然而包括提升所得控除門檻與廢除汽油暫定稅率等去年曾達成共識的政策皆未實現，政府卻選擇發放一次性補助，顯示政策失衡。他並強調，國民黨在此次選舉中作為「非自民、非立民」的選項，吸引現役世代及年輕選民支持，展現中道改革的現實路線，並強調：「無論黨派如何，只要能與政策上達成共識的政黨合作，就將進行合作。與誰能合作相比，重要的是我們能做什麼」。
7月22日，玉木於記者會中宣布最終取得17席，成為參議院第三大黨派，並承諾將全力實現選舉政見，回應民意期待。
在選後國內呼籲首相石破辭職聲浪不斷之際，玉木在國會受訪時表示，不理解石破堅持留任的理由，認為他的行動猶如否認選舉結果的存在。他批評石破政權不履行與國民黨曾達成的政策協議，且決策方式更偏向黨圈內部邏輯，缺乏對民意的回應與信任基礎。因此玉木明言：「不會與這個不守承諾的石破政府合作」。

#### 日本維新會
在2025年7月20日的大阪開票中心會見中，維新會黨魁吉村指出，除大阪選區守住兩席外，全國表現「嚴峻」，顯示該黨在總體上需加強重建；翌日在媒體訪談中，他否認與立民黨組成聯盟，但主張儘速與其他在野黨合作推進具體立法方案，如廢除汽油暫定稅率。
7月31日，維新會召開國會兩院議員總會，面對僅獲7席的選舉結果，共同代表前原表示，他已正式向共同代表吉村提出辭職，並計劃於8月中提交選後總括報告。前原強調，在國會中失去上院多數席次的狀況下，在野勢力加強政策聯盟與新型連立框架至關重要。他並正面承擔此次不振的執行責任，並承諾將檢視黨內政策與組織運作，以因應未來挑戰。
吉村則對黨內進退問題堅定回應，表明「無意立即更換代表」，並將透過電子投票決定是否舉行代表選舉。
而針對首相石破可能辭職的傳聞，吉村在大阪向媒體表明，雖然是否應辭任由石破本人決定，但「自民黨在眾、參兩院皆未能過半，黨內持續湧現要求首相辭職的聲浪，顯示此政權已失去政策推動力」。他指出，「失去政策推行能力的執政黨對國民不存在正面意義」，並再次否認與石破政權建立聯合政府，強調將對各項政策採取是是非非的態度，以確保所承諾之政綱落實。
共同代表前原則在日本BS放送節目《現場報道內外OUT》中表示，石破首相已連續在眾議院選、都議選與參議院選中敗北，「已被貼上‘非選舉臉孔’的印籤，且欠缺黨內凝聚力，因此難以續任，應該趕快辭職」。他也強調與吉村代表達成共識：不與石破政權形成任何形式的聯立合作。
8月8日，維新會舉行代表選舉，最後確定新一任共同代表由前秘書長藤田文武當選。。

#### 參政黨
在2025年7月20日晚間選舉結果初步揭曉後，參政黨黨魁神谷宗幣於東京都新橋車站前發表街頭演說。他強調，「將組成團隊，為可能的解散總選舉再度邁向躍進」，展現出擴張黨勢的強烈決心。他同時指出，下一步重點將放在鞏固政黨基礎與後援體系，以支撐黨勢進一步擴大。
在選後接受電視節目訪問時，神谷進一步分析選戰成功原因。他認為，以「日本人優先」為訴求的政策主軸，以及減稅、積極財政等經濟主張成功吸引了大量無黨派選民，尤其在都市地區獲得廣泛支持。他亦表示，未來不排除與國民黨或令和組等政黨就財政政策合作的可能性，並將以實質政策為基礎展開協商。
之後在7月22日的定例記者會中，神谷首先對政黨從1席躍升至約14席的歷史性成績表達誠摯感謝，稱此舉遠超黨內期待，反映支持者的努力成果。他表示選戰成功主因在於選民對「日本人優先」及減稅、積極財政政策產生共鳴，並指出將啟動黨內政策與組織的檢討整備程序，以確保未來政治影響力的持續強化。
而針對首相石破辭職議題，神谷表示「我認為辭職是承擔責任的一種方式」。不過還強調自民黨內部存在不同意見「我認為這是正常的」。另外有記者問到石破首相“缺少了什麼？”神谷回應道“他有說到做到的態度”，但同時表明了“我不知道岸田政府和石破政府之間有什麼變化”。

#### 共產黨
2025年7月21日，共產黨黨魁田村於黨部召開記者會時表示，參議院選舉結果已將自民與公明兩大執政黨推入少數勢力地位，這是具有歷史意義的變化。她呼籲與國民共同進行消費稅減稅等訴求的行動，並強調野黨必須站在國民一邊，對抗自民政治，而非成為其支持力量。
7月22日，田村進一步批評，儘管國民黨獲得席次增加，但其在國會中曾協助延續執政黨政治，不符本次選民的期待；另一方面，對參政黨取得席次大增，但其政策立場帶有排外色彩，無法單純視為符合國民要求。
8月2日，田村再度強調消費稅減稅已成為野黨政策共識，共產黨將堅定推行此改革，致力終結自民黨政治並開創新政治方向，並表示全面推進消費稅減稅與反排外政策，並堅守與民間力量合作的方向。
而在2025年7月25日，針對社群上流行的「#石破不要下台」運動，田村表示儘管共產黨對石破政權本身有批評，但若此一聲音背後象徵的是反排外、反極右的社會能量，則在某些情況下應該受到肯定與尊重。
接著在8月1日，她在議員會與媒體談話中指出，推動石破辭職的自民黨內勢力，與政治獻金問題及宗教團體介入政治的議員關係密切，這樣的運動本質上是權力分贓的延伸。田村強調，共產黨不會捲入這種派系鬥爭，而會持續聚焦在打破舊有政治結構、捍衛清廉治理及制止排外勢力抬頭。

#### 令和新選組
在7月21日的記者會中，令和組黨魁山本對黨在逆風環境下依舊取得三席表示肯定，認為這反映選民對其訴求的認同，特別是消費稅廢止等議題獲得支持。他強調此次政黨得票與席次成果是志願者和支持者集體努力的結果，並分析，此次得票率达约4.5%，远超社民党；支持者热情与街头动员结出成果，党派跃升具有历史意义。
面對在野黨合作與執政聯盟少數情境，他認為令和組尚未掌握關鍵樞紐地位，但若其他野黨實現承諾中的政策，則仍有推動日本經濟振興的空間。他呼籲快速推動消費稅減稅政策，並應以新國債形式提供資金，而非等財政大綱會議、年底才動作。
同時，他以幽默口吻評論石破首相是否續任問題，表示若換成高市或小泉進次郎，可能導致經濟政策走向極端新自由主義，雖承認石破政權在經濟方面有缺陷，但在避免戰爭風險方面仍具穩定性。
不過在7月25日，在國會與石破首相的會談中，共同代表大石晃子直接質問「石破總理您何時要辭職？」並指出政權更迭可能帶來極端政策風險；她透過提言批評政府在關稅談判中迅速讓步，認為這削弱選民信任與政策自主。她強調政策質量比人事變動更應成為衡量政權方向的核心。

#### 日本保守黨
在7月21日的記者會中，保守黨黨魁百田將這次突破視為保守勢力進入國會的「起點」。他指出，北村的當選是一項「大武器」，將為推動政治改革提供力量；但同時坦言對結果並不完全滿意，因為未能達成全員當選的目標。百田用幽默的方式引用阿波羅登月的名言，形容這是「對黨而言的一小步，對日本政治而言的一大步」。在戰略上，他表明不打算與他黨結盟，將堅持直接與選民溝通，以鞏固並擴大支持基礎。
而針對首相石破辭職議題，百田曾在X上，針對「石破首相是否該辭職」展開網路投票，但並未在文字中表明自己的立場，只是表示想「試著調查一下」意見。
而在8月1日的採訪中，他更直言：「首相就職至今已接近一年，但這段時間內，有為日本國益做出什麼貢獻嗎？我認為是『零分』，甚至可以說『負分』。」
此外，他也表明：「我們最初成立政黨，就是想要打破自民黨政權，因此不可能與自公政權合作。」

#### 社會民主黨
社民黨黨魁福島於7月21日記者會感謝選民支持，稱「少一分一秒的努力都不能少」，並對落選候選人表達遺憾，承諾將黨務「重新啟動」，同時警告排外主義的擴張，強調要與維護立憲主義者合作，重建一個拒絕歧視與排外主義的政治氛圍。
7月23日，她再次感謝所有候選人及支持者，對於能確保政黨要件、讓石井當選感到「真的非常高興」，強調「只要少一點什麼，就無法取得議席與政黨要件」，批評自民黨選舉失利後的應對，並譴責部分新興政黨的憲法草案缺乏國民主權與人權保障，呼籲建立拒絕歧視的政治環境。
而針對首相石破辭職議題，福島在7月20日於開票中心的記者會中，直言：「這麼大敗還要繼續擔任首相，我真的無法理解。」并指出這反映了選民對自民黨政治的嚴厲審判，並警告若後續出現高市等人領導的政權，並與參政黨合作，可能導致憲法改惡、推動極右政策，必須高度警惕。
7月25日的一場記者會中，福島針對自民黨內要求石破首相辭職的聲浪以「荒唐可笑」駁斥，並說明真正的問題在於自民黨自身的政治姿態，而非單單某一位首相。她也重申，石破首相並非「歷史修正主義者」。
7月30日，福島在說到自民黨內部提倡石破下台的是「舊安倍派與舊麻生派」時，以網絡用語「你才該說這句話」回擊，表達對他們責任轉嫁的憤慨。她強烈指出，真正應被追究的人是那些未清楚說明「黑金問題」的舊派勢力，而不應將矛頭指向石破。

#### 未來團隊
2025年7月20日，未來黨黨魁安野在開票當晚接受媒體訪問時表示，對於勝選「既意外又高興」，並在媒體鏡頭前舉起拳頭，象徵勝利。她強調，這次當選不是終點，而是起點，未來將以「對話而非分裂」作為政治行動核心。
安野指出，此次選戰中，團隊大量運用社群媒體與影音平台與民眾互動，吸引了大量無黨派層支持，並表示，未來不排除與其他政黨合作，但政策與理念將始終以「促進溝通、尊重多元」為原則。
安野也強調，如果在數位政策方面有共識，她將毫不猶豫地與現任執政黨合作。

## 腳註
1. ↑  該黨因支持小池政府而列入執政黨
2. ↑  補選當選（任期3年）。
3. 1 2 3  於特定區（日语：特定枠）當選

## 外部鏈結
- 第27回参議院議員選挙　2025年（参議院議員通常選挙）2025年07月28日任期満了 - 選舉.com（日语：選挙ドットコム）（日語）